# 寒河江市
寒河江市（さがえし）は、山形県のほぼ中央にある人口約4万人の市。1954年（昭和29年）市制施行。

## 概要
山形県のほぼ中央に位置する市で、西村山地域の中核として発展した歴史を持つ。
サクランボの産地として有名。市の標榜は「日本一さくらんぼの里さがえ」。市内には国内最大規模の観光さくらんぼ園があり、サクランボを中心とした観光振興も行われている。
「寒河江」の名称について、現在の神奈川県高座郡寒川町の人々がここに移住したことに由来するとの説がある。また、古代には寒河江市・中山町・天童市・東根市・村山市・河北町にまたがる「藻が湖（もがうみ）」という湖が存在し、そこに注ぐ「寒川」（現在の寒河江川）の入り江に当たることから寒川江と呼ばれるようになり、寒河江に変化したともいう。藻が湖には行基や円仁による川道開削の伝承が残るという。

## 地理

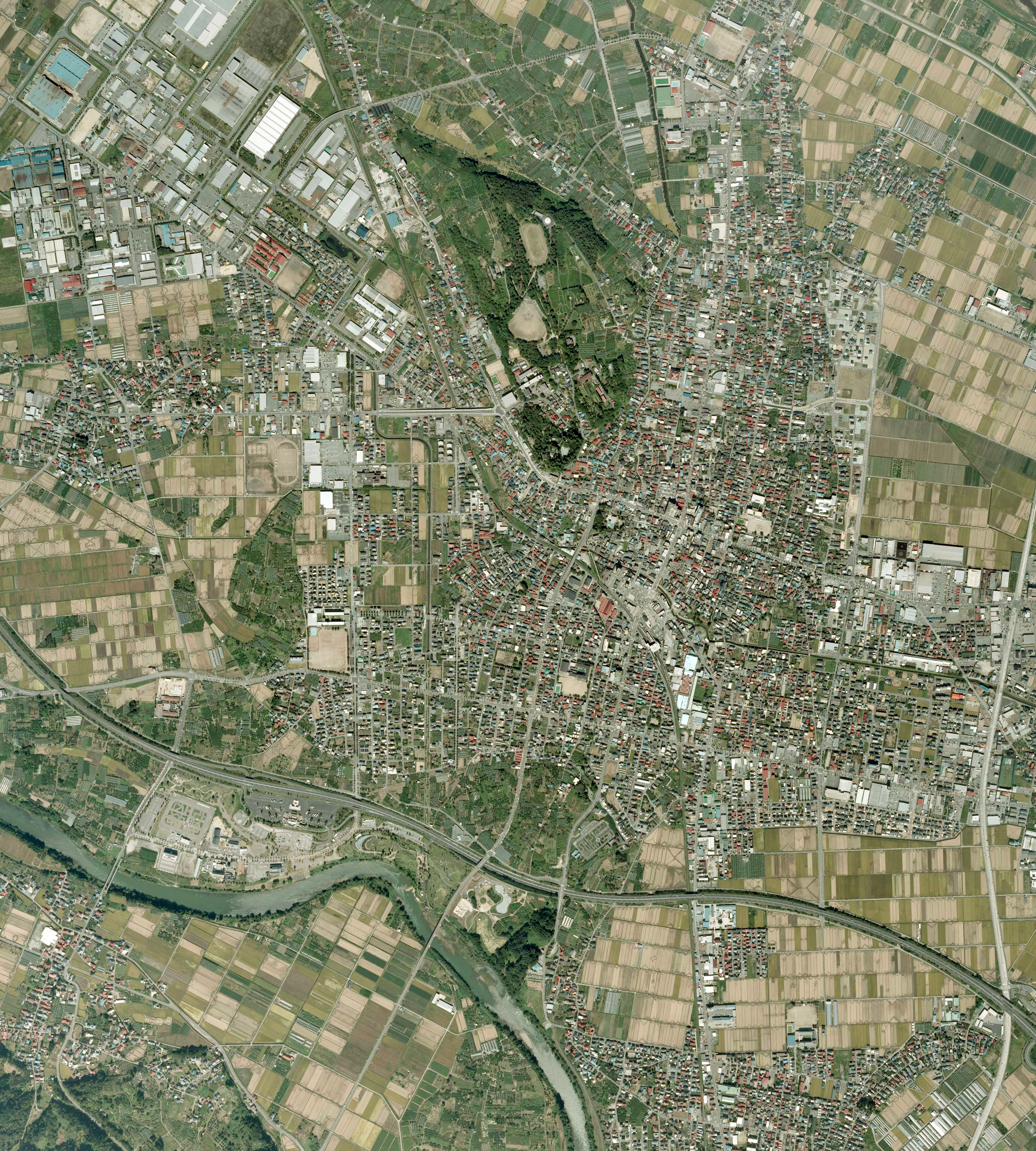
寒河江市中心部の空中写真。2010年10月2日撮影の2枚を合成作成。
。

山形盆地の西側に位置し、約20km南東に位置する山形市が一望できる。吾妻連峰を発した最上川が五百川峡谷を抜けて山形盆地に注ぐ出口に当たり、市の西にある朝日連峰や出羽山地から流れる最上川最大の支流寒河江川が、市域の東で最上川と合流する。この二つの川が形成する扇状地に市街地が位置しており、市の北部は葉山の南麓を中心とする山地で、東部には最上川の沖積低地が広がっている。南は中山町、東は天童市・河北町・村山市、北は大蔵村、西は西川町と接しており、南西に隣接する大江町との境界は飛地が入り組んでいる。
- 山
  - 葉山山系 - 葉山（1462m）、碁盤森山（337m）、天下森山（389m）、黒森山（616m）、清水山（538m）、上ノ山（911m）、三合山（1089m）、黒盛山（1072m）
  - 朝日山系 - 平野山（274m）、稲沢山（320m）、富山（266m）
  - 白鷹丘陵 - 狸森山（284m）
  - 独立丘 - 長岡山（160m）、高瀬山（122m）
- 川（全て最上川水系）

最上川、寒河江川、沼川、熊野川、実沢川

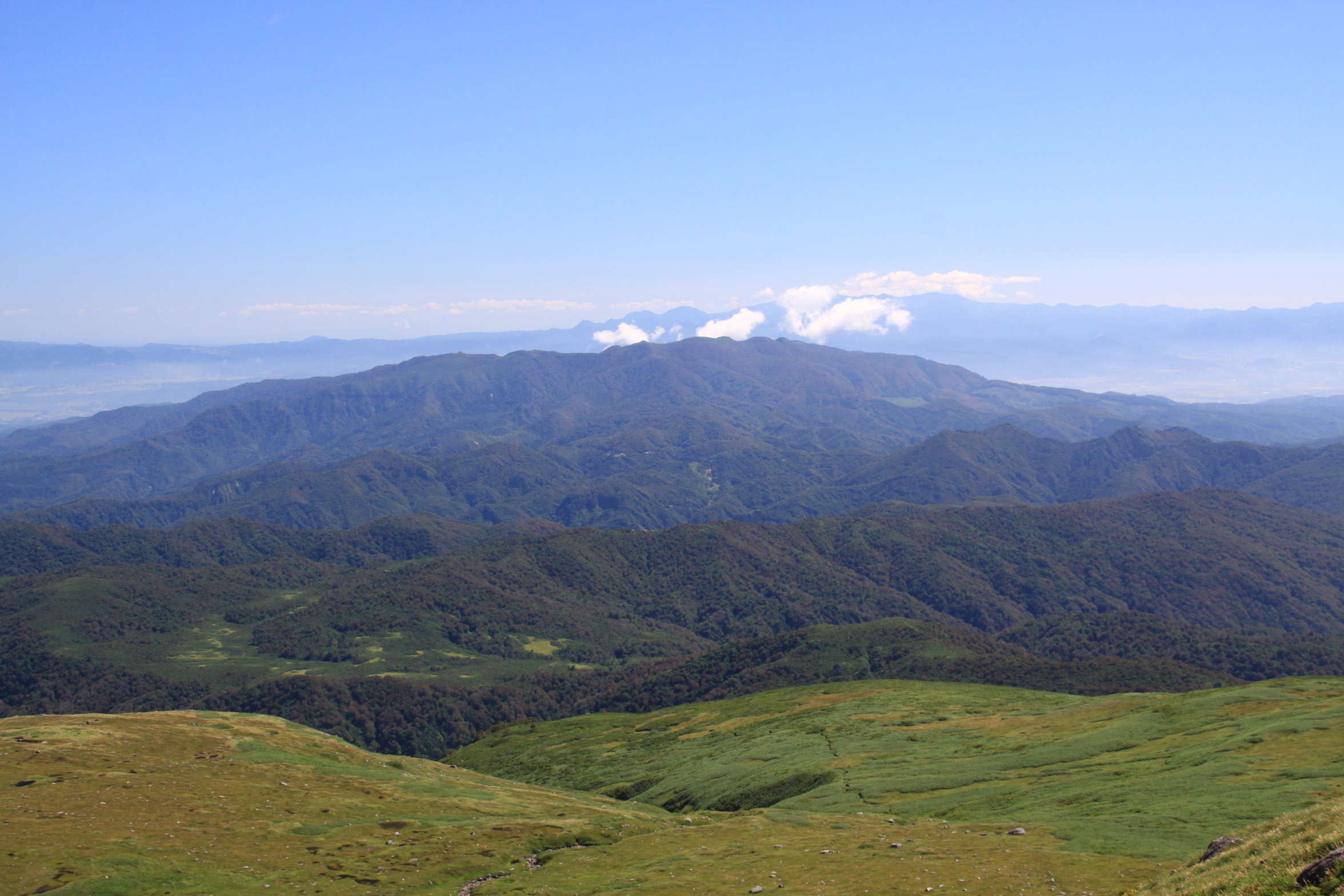
月山から見た葉山
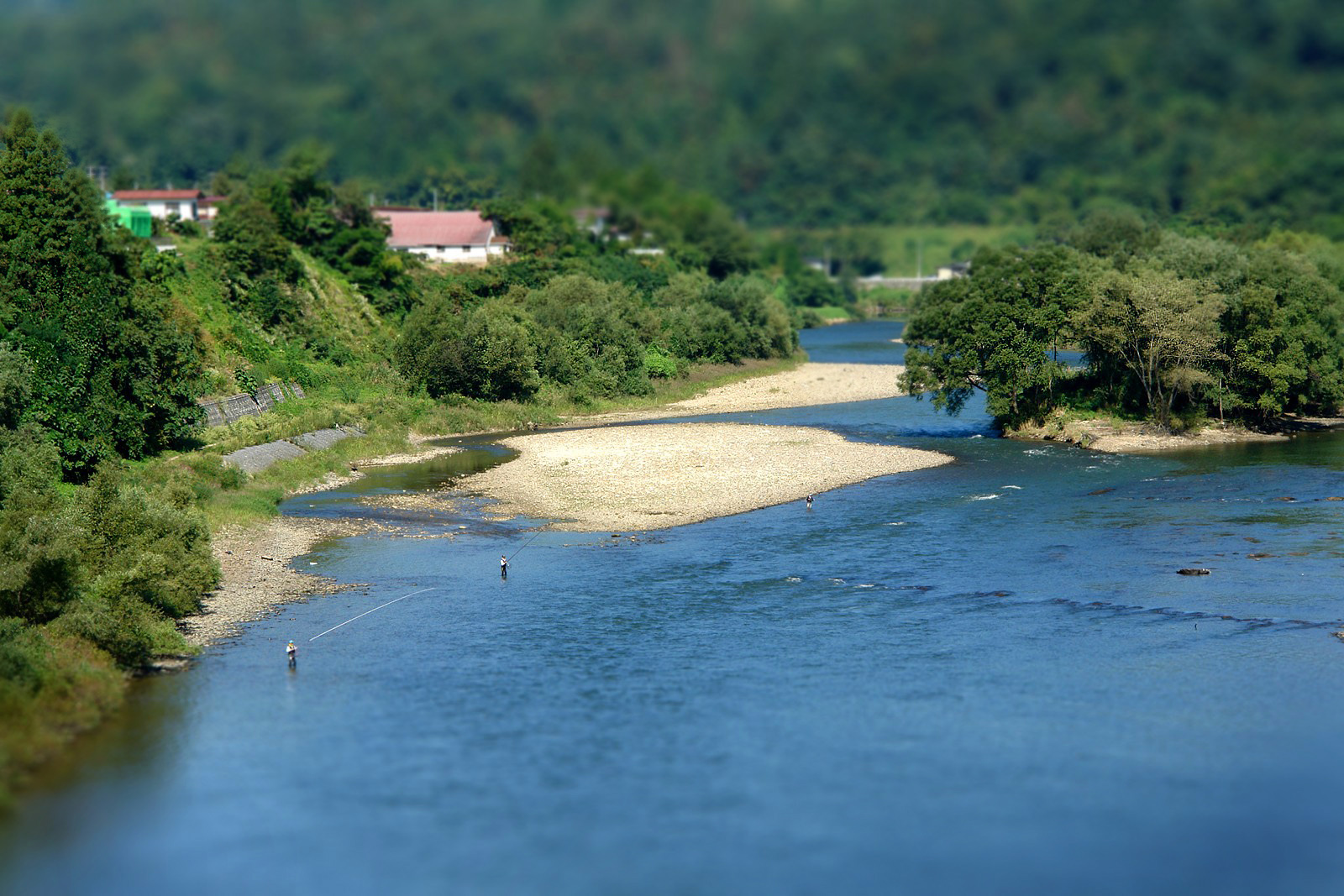
最上川
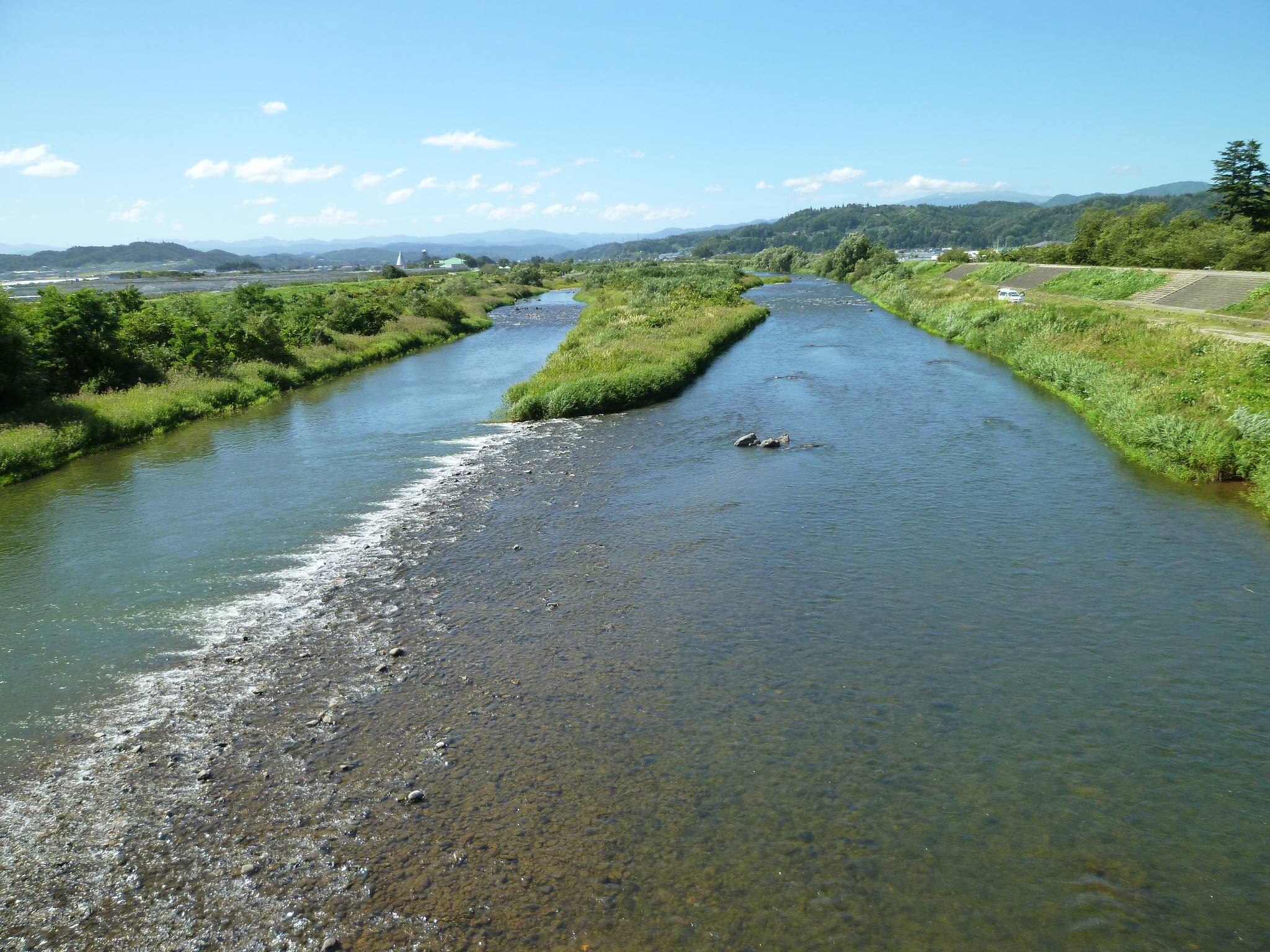
寒河江川

### 気候
夏·冬、1日の気温差が激しい盆地特有の内陸性気候を示す。山形盆地東部と比較すると、夏の最高気温・冬の最低気温ともに若干低く、降水量・降雪量は若干多い。
| 観測年   | 平均気温 | 最高気温 | 最低気温 | 平均風速(m/s) | 降水量(mm) | 降雪量(cm) |
| -------- | -------- | -------- | -------- | ------------- | ---------- | ---------- |
| 平成19年 | 11.9℃    | 36.4℃    | -6.8℃    | 1.0           | 1,367      | 263        |
| 平成20年 | 11.6℃    | 36.1℃    | -8.8℃    | 1.1           | 1,277      | 472        |
| 平成21年 | 11.8℃    | 34.7℃    | -8.1℃    | 1.1           | 1,284      | 359        |
| 平成22年 | 12.0℃    | 36.2℃    | -8.0℃    | 1.1           | 1,509      | 424        |
| 平成23年 | 11.3℃    | 36.7℃    | -9.9℃    | 1.1           | 欠測       | 629        |
| 平成24年 | 11.3℃    | 35.5℃    | -9.7℃    | 1.0           | 欠測       | 635        |
| 平成25年 | 11.3℃    | 36.3℃    | -9.1℃    | 0.9           | 欠測       | 412        |
| 平成26年 | 11.2℃    | 37.8℃    | -9.1℃    | 0.9           | 1,435      | 483        |
| 平成27年 | 12.1℃    | 38.1℃    | -8.8℃    | 0.9           | 1,129      | 240        |
| 平成28年 | 12.1℃    | 35.5℃    | -7.4℃    | 1.0           | 1,123      | 246        |
| 平成29年 | 11.2℃    | 36.0℃    | -9.6℃    | 0.9           | 1,365      | 372        |
| 平成30年 | 11.9℃    | 37.2℃    | -11.7℃   | 0.9           | 1,262      | 379        |

| 観測月       | 平均気温 | 最高気温 | 最低気温 | 平均風速(m/s) | 降水量(mm) | 降雪量(cm) |
| ------------ | -------- | -------- | -------- | ------------- | ---------- | ---------- |
| 平成30年1月  | -1.4℃    | 7.2℃     | -11.7℃   | 0.5           | 170.5      | 138        |
| 平成30年2月  | -1.7℃    | 7.7℃     | -8.9℃    | 0.7           | 78.0       | 97         |
| 平成30年3月  | 4.6℃     | 22.5℃    | -4.6℃    | 1.2           | 45.0       | 5          |
| 平成30年4月  | 10.8℃    | 29.0℃    | -0.5℃    | 1.2           | 41.5       | 0          |
| 平成30年5月  | 15.8℃    | 30.1℃    | 3.4℃     | 1.1           | 84.5       | 0          |
| 平成30年6月  | 20.2℃    | 35.9℃    | 10.2℃    | 1.1           | 63.5       | 0          |
| 平成30年7月  | 26.0℃    | 36.3℃    | 16.7℃    | 1.1           | 45.5       | 0          |
| 平成30年8月  | 24.4℃    | 37.2℃    | 13.2℃    | 1.1           | 403.0      | 0          |
| 平成30年9月  | 19.7℃    | 30.9℃    | 11.4℃    | 0.8           | 172.0      | 0          |
| 平成30年10月 | 14.3℃    | 30.3℃    | 3.7℃     | 0.8           | 45.5       | 0          |
| 平成30年11月 | 8.1℃     | 20.3℃    | -1.7℃    | 0.8           | 25.0       | 0          |
| 平成30年12月 | 2.1℃     | 15.0℃    | -6.6℃    | 0.7           | 87.5       | 139        |

（『寒河江市の統計2019』　寒河江市）
平成25年(2013年)7月、村山地方は記録的な大雨に見舞われたが雨量計の故障により欠測。近隣観測所の雨量データは以下の通り。
| 観測所           | 7月降水量合計（mm） |
| ---------------- | ------------------- |
| 山形             | 386.0               |
| 左沢（大江町）   | 508.5               |
| 大井沢（西川町） | 829.0               |
| 村山（村山市）   | 389.5               |
| 東根（東根市）   | 327.5               |
| 肘折（大蔵村）   | 582.5               |

### 地質
市域北部の葉山山麓は中新世の火山性噴出物を起源とする凝灰岩で、寒河江川周辺では更新世の段丘堆積物が見られる。市域南部の寒河江川および最上川の扇状地部分は標高の高い部分が更新世の段丘堆積物で、東側の低地は完新世の沖積堆積物である。沖積層と段丘面の間には寒河江ー山辺断層が見られる。また、平塩地区には塩泉が湧出し、かつて製塩が行われ地名の由来となった。市内各所で掘削による温泉の湧出があり、寒河江温泉（含重曹弱食塩泉）、新寒河江温泉（単純温泉）、寒河江花咲か温泉（含硫黄－ナトリウム・カルシウム-塩化物温泉）、みいずみ温泉（ナトリウム-塩化物温泉）などがある。新寒河江温泉は、最上川河岸の沖積層で地温勾配が高く、間隙水が豊富で滞留時間が短いため単純泉となり、寒河江温泉は石油掘削用途以外で初の深層熱水利用高温泉で、化石海水を主成分とする。

## 歴史

### 古代

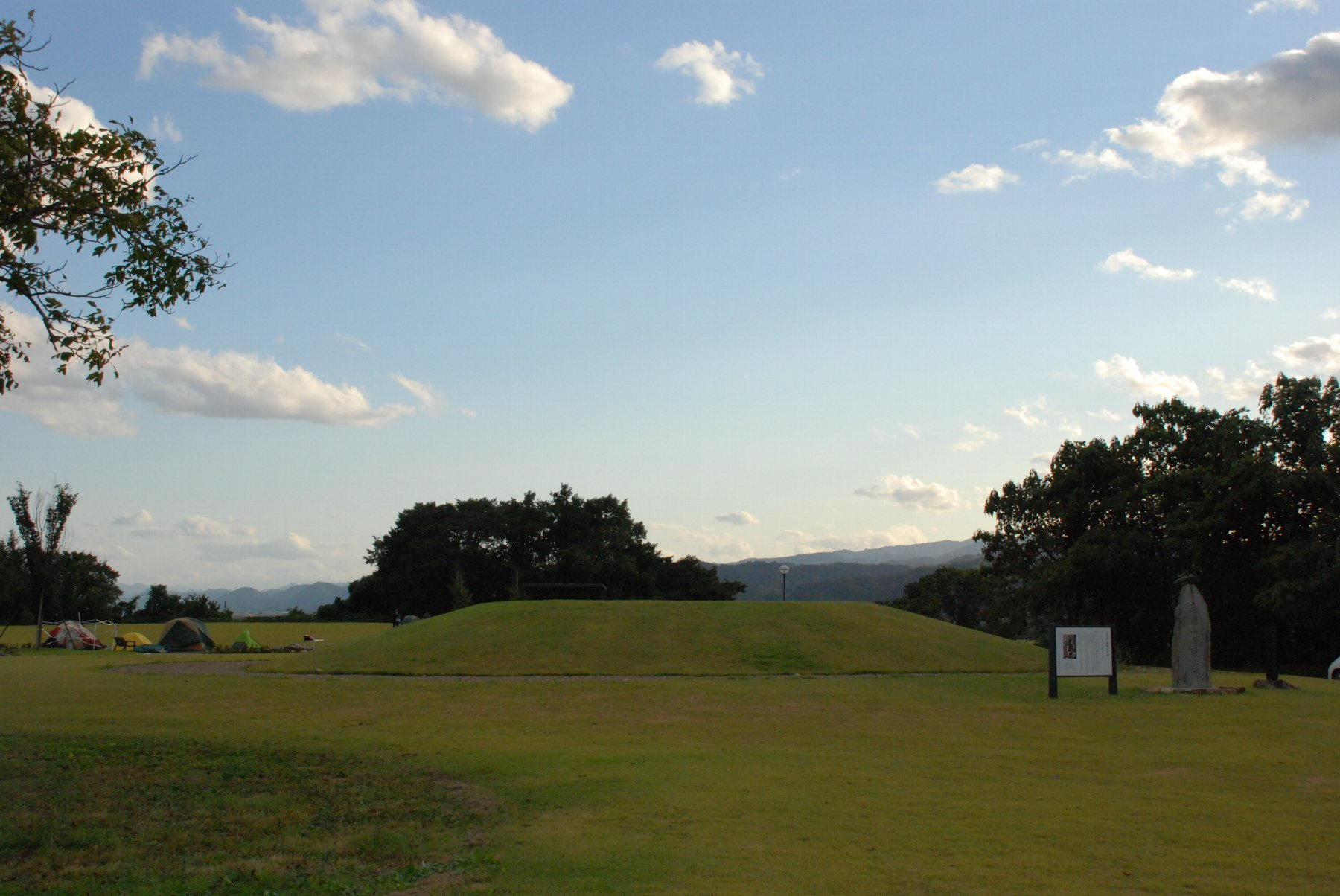
高瀬山古墳（復元）

寒河江市の周辺には後期旧石器時代頃から人々が住んでいたようである。後期旧石器時代の遺跡として金谷原遺跡（寒河江市柴橋）が知られている。この遺跡では大量の石器群が発掘され、石器製造所であったと解される。また、高瀬山遺跡（寒河江市字高瀬山）では旧石器時代～中石器時代の尖頭器が出土している。高瀬山遺跡付近は最上川左岸の段丘上であり、これ以後も縄文・弥生・古墳時代の遺構が発見されている。大正時代の調査では10数基の古墳群が認められたが、ほとんどが破壊され現在は1基のみが残る（高瀬山古墳）。昭和7年（1932年）土地の所有者が古墳の南側を崩したところ石槨が現れ、被葬者の人骨は遺存していなかったが直刀が出土した（山形大学付属博物館所蔵）。平成15年の調査で、この古墳は外径34メートル内径23メートルの周溝を持つ、高さ1.3メートルの円墳だったことが判明した。この古墳は古墳時代後期（7世紀前後）のものと考えられている（県指定史跡）。
7世紀末ごろ道奥国（陸奥国）に編入され、和銅5年（712年）新たに成立した出羽国の最上郡（現在の村山地方・最上地方）となった。仁和2年11月11日（886年12月10日）最上郡が2郡に分割され村山郡長岡郷に属すようになる。高瀬山遺跡では奈良時代から平安時代までの住居跡が発掘されており、平野山遺跡（寒河江市柴橋平野山）でも奈良時代から平安時代にかけての窯跡群が検出されている。

### 中世 - 近世

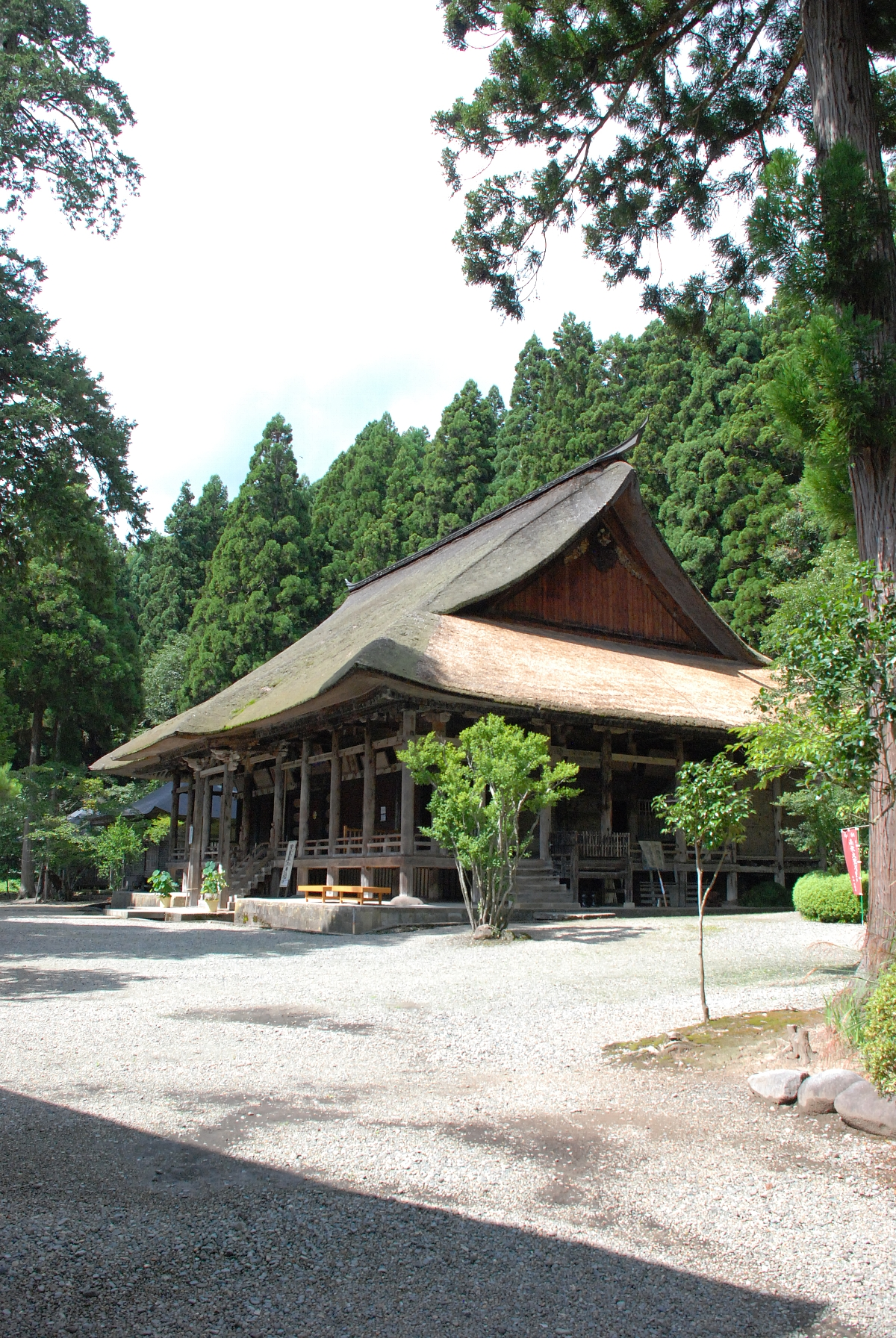
慈恩寺

平安中期ごろ寒河江荘が成立したと考えられ、荘園領主で摂政の藤原忠実により鳥羽上皇の勅宣をもって慈恩寺の大規模な再建が行われた。また、慈恩寺は後白河法皇の院宣と源頼朝の下文により山号も賜っている。鎌倉時代になると大江広元が地頭となって荘内の中心として栄えた。寒河江八幡宮は大江氏（寒河江氏）の産土神として、また寒河江荘総鎮守として勧請されたという。
鎌倉時代後期から室町時代にかけて寒河江城の築城が行われ、堀を満たすために開削された二の堰により平野部の開発がすすんだ。また、寒河江城の城下町として発展した。
天正12年（1584年）に、大江氏は最上義光に滅ぼされ、中世以来の寒河江城は最上氏によって維持、整備されることになった。また、最上氏は兵火によって荒廃した慈恩寺の再建も行っている。
元和8年（1622年）最上氏が改易されると寒河江は天領（鳥居氏預地）となり寒河江城は破却され、寒河江城跡（楯南村南町）に役館（出張陣屋）が置かれ陣屋町として発展した。白岩は酒井忠重の所領となった。寛永13年（1636年）鳥居氏が改易されると、役館が天領を治める幕府代官陣屋（元締陣屋は尾花沢・長瀞陣屋）となり、代官の手代が寒河江領の運営を行った。寛永15年（1638年）白岩領主酒井忠重が、苛政による領民の出訴により庄内藩へ蟄居となり、白岩も天領となる。しかし、事はこれでは落着せず、白岩の百姓が山形藩主保科正之に訴えを起こし、36名が処刑されるという事件が起きている（白岩一揆）。貞享4年（1687年）寒河江陣屋は出張陣屋から元締陣屋に分離独立し、宝暦5年（1760年）頃から柴橋にも陣屋が創設され、代官による支配体制が幕末まで続いた。
江戸時代には商品作物の生産も盛んに行われ、元治元年（1864年）の『最上名所名産名物番付』によると、「サラヌマノ西瓜」（現・寒河江皿沼）「白岩アラレ」（現・寒河江市白岩）などが特産品だったことがわかり、また、平野部では紅花、山間部では青苧の生産が盛んであった。同番付の名所には「白岩川ノ砂金」、「平塩ノ熊野山」（平塩熊野神社）、「慈恩寺馬ノ絵馬」（慈恩寺）、「寒河江ノ八幡宮」（寒河江八幡宮）などが見える。寒河江川は古くから砂金を産出することが知られており、河川に流れ出たものを拾い上げる形で採取が行われた。また、天和2年（1682年）に発見された幸生銅山より、銅や亜鉛が採掘された。
水量の豊かな最上川と寒河江川に囲まれた寒河江市は近世、その平野部でしばしば洪水が起こり寛永21年（1644年）からの225年間で109回の水害に見舞われている。最上川地域では洪水によって蛇行した流路を直行させる方法により治水が行われ、寒河江川では約200年間で実に70回もの堤防工事が行われた。水害の頻発とともに、河川沿いでは水除け信仰も広まった。

### 戊辰戦争
慶応3年（1867年）大政奉還が行われると翌慶応4年（1868年）1月鳥羽・伏見の戦いが行われ、2月村山郡幕領七万四千石は庄内藩預地となり、郡代高橋省助を派遣し寒河江にも250人余りの庄内藩士が入った。高橋は幕府代官山田左金次が江戸へ出た留守中、柴橋元〆河野俊八から移管手続を受けた。しかし、奥羽鎮撫総督九条道孝が3月23日仙台に入ると、4月2日仙台から新政府軍が進攻するという報を受けて庄内藩士は撤退し、その夜薩摩・長州・仙台・天童など400名余の新政府軍が寒河江に入った（柴橋事件）。慶応3年度の年貢米を求めてのことであったが、庄内藩は最上川の船運により既に酒田へ運んだ後だった。4月5日には薩摩・長州など大半は引き上げたが仙台勢は残り、村々の入り口に仙台領と書いた標柱を建てた。その後柴橋元〆河野俊八が「羽州村山郡長岡郡司代格」に任命されたため、4月19日ごろには仙台勢も引き上げた。
ところが、清川口の戦いで勝利した庄内勢が4月25日三番大隊隊長酒井兵部順孝を大将として寒河江に入り柴橋陣屋を急襲する。寒河江の村々の名主を集めて年貢米を半減して安堵し、最上川を挟んで天童勢と銃撃戦を展開した。閏4月1日になると米沢からの援軍500余名が到着、翌閏4月2日には庄内から二番大隊隊長酒井了恒率いる600余名が谷地（河北町）に到着し庄内勢は援軍を含めて総勢1500余名となった。閏4月4日早朝、酒井順孝および酒井了恒は総勢1200名を率いて最上川を渡河し天童へ進攻、奥羽鎮撫副総督澤為量を破り天童城・寺院3か所・町屋233戸を焼いた（天童の戦い）。庄内藩主は朝敵になることを恐れて即時停戦して撤退するように厳命したので、庄内勢は天童攻略に協力した村々の貧民に500俵の手当米を出して庄内へ退却した（入間森畑の戦い）。
5月3日奥羽越列藩同盟が締結されると庄内勢は再び寒河江に進出し、柴橋代官所や諸寺院を占拠して郷村支配にあたった。新徴組隊士が治安維持を担ったようである。8月28日米沢藩が官軍に降伏すると庄内藩に対する包囲網は狭まり、三重から新潟を転戦してきた桑名・庄内軍が9月19日寒河江に入った。新政府軍は降伏した米沢藩を尖兵として既に山形市柏倉まで迫っており、寒河江の庄内勢は庄内へ撤退の準備を開始していた。9月20日払暁、薩摩・米沢勢の先鋒が寒河江市内に火をかけながら進入、しだいに桑名・庄内勢は後退し白岩陣ヶ峰で銃撃戦を行って幸生（寒河江市幸生）を経由して肘折（大蔵村）へと退却していった。庄内勢本隊は六十里越を退却した。この戦闘での戦死者は双方で30余名、焼失家屋は90軒ほどだったという（長岡山の戦い）。9月22日会津藩が降伏し翌日庄内藩も降伏して、東北地方での戊辰戦争は終結した。

### 明治以降
明治2年（1869年）天領から酒田県（第1次）に入り、翌明治3年（1870年）酒田県が山形市に移り山形県にかわる。明治11年（1878年）郡区町村編制法により寒河江市南町に西村山郡役所が置かれ、初代郡長にはかつて会津藩家老であった海老名季昌が就いた。明治18年（1885年）に楯北、楯南、楯西、本楯の4村が合併して寒河江村となる。明治22年（1889年）4月1日、町村制施行に伴い、現在の市域にあたる寒河江村、西根村、柴橋村、高松村、醍醐村、白岩村、三泉村が発足。明治26年（1893年）1月7日には、寒河江村が町制施行し寒河江町となった。1921年（大正10年）に左沢線寒河江駅が新設され、大正11年（1922年）以降は山形市に至る左沢線の全線開通によって西村山郡一帯の行政・経済の中心地として発展した。寒河江市には、山形県の村山地方に於ける出先機関である、村山総合支庁の西庁舎も置かれている。
戦後に入り、1954年（昭和29年）8月1日に、寒河江町、西根村、柴橋村、高松村、醍醐村が合併し寒河江市となった。

### 市制施行以降
- 1967年（昭和42年） - 市役所新庁舎開庁。
- 1974年（昭和49年） - 市制施行20周年。大韓民国安東市と姉妹都市締結。
- 1976年（昭和51年） - 中央工業団地分譲開始。
- 1977年（昭和52年） - 「寒河江市民さくらんぼ憲章」制定。
- 1983年（昭和58年） - 公共下水道供用開始。第1回神輿の祭典（熱狂裸神輿）。
- 1984年（昭和59年） - 市制施行30周年。市の木「さくらんぼ」、市の花「つつじ」を制定。
- 1987年（昭和62年） - 農林水産祭（むらづくり部門）で清助新田むらづくり委員会が天皇杯受賞。
- 1988年（昭和63年） - 大江公入部800年祭。トルコ共和国ギレスン市と姉妹都市締結。国道112号寒河江バイパス全線開通。
- 1989年（平成元年） - 山形自動車道寒河江山形間開通。
- 1990年（平成2年） - 「さくらんぼの日」制定。神奈川県寒川町と姉妹都市締結。
- 1991年（平成3年） - 山形自動車道寒河江仙台間全線開通。市立図書館新築オープン。
- 1992年（平成4年） - チェリーランド全面オープン。花の国際コンクールで寒河江のバラが世界一。べにばな国体剣道競技開催。
- 1993年（平成5年） - まちづくりで「宮崎賞」受賞。
- 1994年（平成6年） - 市制施行40周年。自治大臣表彰受賞。二の堰親水公園で「せせらぎ宣言」。
- 1996年（平成8年） - ハートフルセンターオープン。
- 1997年（平成9年） - 地方自治法施行50周年記念自治大臣表彰。
- 1998年（平成10年） - 山形自動車道寒河江西川間開通。
- 1999年（平成11年） - 全国スポーツレクリエーション祭バウンドテニス競技大会開催。山形自動車道寒河江サービスエリアオープン。フラワーロード全国花いっぱいコンクール自治大臣賞受賞。第8回美しい日本のむら景観コンテストで平塩地区がむらづくり対策推進本部長賞（文化部門）。
- 2000年（平成12年） - 都市緑化基金賞受賞。花のまちづくりコンクール農林水産大臣賞受賞。
- 2001年（平成13年） - 花と緑の国際コンペで銀賞受賞。緑化推進運動功労者内閣総理大臣表彰。
- 2002年（平成14年） - 第19回全国都市緑化やまがたフェア開催。
- 2003年（平成15年） - 花咲かフェアINさがえが始まる。第18回国民文化祭やまがた2003開催。
- 2004年（平成16年） - 市制施行50周年。「市民歌」、市の緑「寒河江ギボウシ」制定。
- 2005年（平成17年） - 駅前中心市街地整備事業完了。
- 2006年（平成18年） - 寒河江サービスエリアにスマートIC恒久設置。
- 2008年（平成20年） - 寒河江市美術館オープン。
- 2011年（平成23年） - 中学校給食スタート。寒河江市イメージキャラクター「チェリン」誕生。第12回山形ふるさとCM大賞で大賞受賞。
- 2013年（平成25年） - 花咲かフェアINさがえからゆめタネ＠さがえに。
- 2014年（平成26年） - 市制施行60周年。市の魚「清流寒河江川のアユ」・市民のまつり「神輿の祭典」・市のシンボルカラー「さくらんぼRED」制定。「さがえっこすくすく宣言」。
- 2015年（平成27年） - 第30回全国さくらんぼの種吹きとばし大会が参加者数でギネス世界記録に認定[21]。
- 2017年（平成29年） - 市庁舎竣工50周年。市庁舎が登録有形文化財に登録される[22]。

### 行政区域の変遷
- 昭和29年（1954年）8月1日 - 市政施行。寒河江町・西根村・柴橋村・高松村・醍醐村が合併。
- 昭和29年（1954年）11月1日 - 白岩町（明治33年（1900年）2月8日町制施行）・三泉村を編入。
- 昭和30年（1955年）12月31日 - 三泉村の畑中、造山地区が河北町へ。
- 昭和62年（1987年）3月1日 - 寒河江市の一部と中山町の一部と大江町の一部を交換。

## 行政

### 歴代市長
| 代   | 氏名       | 就任年月日                | 退任年月日                | 生年 - 没年     | 備考                                         |
| ---- | ---------- | ------------------------- | ------------------------- | --------------- | -------------------------------------------- |
| 初代 | 渡辺彦吉   | 1954年（昭和29年）8月29日 | 1958年（昭和33年）8月28日 | 1896年 - 1990年 |                                              |
| 2代  | 国井門三郎 | 1958年（昭和33年）8月29日 | 1962年（昭和37年）8月28日 |                 |                                              |
| 3代  | 渡辺彦吉   | 1962年（昭和37年）8月29日 | 1974年（昭和49年）8月28日 | 1896年 - 1990年 |                                              |
| 4代  | 武田房雄   | 1974年（昭和49年）8月29日 | 1984年（昭和59年）12月    | 1921年 - 2016年 | 市の指名業者からの賛助金集めが問題となり辞職 |
| 5代  | 佐藤誠六   | 1985年（昭和60年）1月20日 | 2009年（平成21年）1月19日 | 1930年 - 2018年 |                                              |
| 6代  | 佐藤洋樹   | 2009年（平成21年）1月20日 | 2025年（令和7年）1月19日  | 1950年 -        |                                              |
| 7代  | 斎藤真朗   | 2025年（令和7年）1月20日  | 現職                      | 1966年 -        |                                              |

### 憲章
- 寒河江市民さくらんぼ憲章（1977年）

### 都市宣言
- 寒河江市平和都市宣言（1984年）
- 暴力のない明るい都市宣言（1987年）
- 暴走族追放都市宣言（1989年）
- 寒河江市せせらぎ宣言（1994年）
- さがえっこすくすく宣言（2014年）

### 行政機構
市長
- 副市長 - 総務課・企画創成課・財政課・税務課・市民生活課・建設管理課・農林課・商工推進課・慈恩寺振興課・さくらんぼ観光課・健康福祉課・高齢者支援課・子育て推進課・市立病院・上下水道課
- 会計管理者 - 会計課

寒河江市議会
- 事務局

教育委員会
- 教育長 - 学校教育課・生涯学習課・スポーツ振興課

選挙管理委員会
- 事務局

監査委員
- 事務局

農業委員会
- 事務局

### 市議会
→詳細は「寒河江市議会」を参照

## 経済

### 産業
農村部は果樹栽培が盛んで、サクランボは県内第三位の生産を誇る。夏バラ（切り花）の生産量は全国でも有数で食用菊「もってのほか」の生産も盛んである。ほかに地場産業として、フルーツやコンビーフの缶詰加工業、ニット工業、草履の生産などがある。また、中央工業団地・ニューチェリーハイテクランドには、数多くの先端企業が進出し、1992年には技術交流プラザが完成、産学官一体となった開発、交流を行っている。産業人口は、
- 第1次産業：2,183人
- 第2次産業：6,992人
- 第3次産業：11,861人

となっている（平成27年度国勢調査による）。

### 主な企業
製造業（食品）
- 日東ベスト 東証スタンダード上場（証券コード2877）(本社)

業務用冷凍食品・缶詰を製造・販売する企業。本社工場（1964年竣工）はまだ駆け出しだった黒川紀章が設計した。このことがきっかけで寒河江市庁舎（1967年竣工）の設計も行った。
- 丸菱食品 株式会社

清涼飲料・果実加工品の製造を行い、キリンビバレッジ（株）や日本コカ・コーラ（株）などに卸売する企業。自社ブランド製品も手がける。
- 鈴木食品製造 株式会社

果実缶詰製造会社として創業し、果汁及び製菓原料などの業務用を主体に製造販売している。
- 東北ぼんち製菓株式会社（山形工場・中央工業団地工場）

ぼんち株式会社の関連会社。ぼんち揚の揚げる前の生地を製造。
- 株式会社さがえ屋

ぼんち株式会社の関連会社。上記工場直営店とおみやげ用せんべいの生産・通信販売を行う。
- 株式会社 卯月製麺

中央工業団地にある製麺会社。寒河江駅近くの直営店舗の他、50年以上にわたり通信販売を行っている。
- さがえ西村山農業協同組合(JAさがえ西村山)

銀行業・保険事業・葬祭・福祉・食材加工・リフォーム・農産品直売所・果樹狩り斡旋などを手掛ける。
【参考】JAさがえ西村山公式オンラインショップ（さくらんぼ）
製造業（非食品）
- 山形ハルタ株式会社

ハルタの関連会社。
- 佐藤繊維 株式会社

ニナリッチやシャネルなど、世界ブランドに高級ニット糸を提供している。
- 東北グンゼ 株式会社 山形工場

グンゼ株式会社の関連会社。インナーウエアを中心に生産を行う。
- アイジー工業 株式会社 寒河江工場

主に建築用断熱外壁材（金属サイディング・金属サンドイッチパネル）及び金属屋根材の研究開発、製造、販売を手掛ける。
- 曙ブレーキ工業 株式会社 山形工場

各種ブレーキおよびその構成部品・関連部品の製造・販売・研究開発を行っている。
- 株式会社 エフピコ 山形工場

食品トレイの生産・販売などを手掛ける。
- TPR工業 株式会社

TPR株式会社の関連会社。自動車用シリンダーライナーなどを製造、販売するメーカー。
- カルソニックカンセイ山形株式会社

カルソニックカンセイ株式会社の連結子会社。自動車用ラヂエーターの製造を手掛ける。
- 伊藤電子工業 株式会社
- 未来工業 株式会社 山形工場

電気設備資材、給排水設備およびガス設備資材の製造販売を行う。
酒造
- 千代寿虎屋 株式会社

元禄末期創業の石山蔵を寿虎屋酒造（山形市）が引き継ぎ後に独立。日本酒「千代寿」や系列会社「月山トラヤワイナリー」ではワインを製造。
- 古澤酒造株式会社

天保7年（1836年）創業。日本酒「澤正宗」などを生産・販売。
- 月山酒造株式会社

(株)設樂酒造店（1896年創業）、鈴木酒造(資)（1700年創業）、(株)八幡屋酒造店（1780年創業）の3社が1972年に設立した会社。日本酒「銀嶺月山」などを生産・販売。

### 金融機関
- 山形銀行寒河江中央支店 - 寒河江市指定金融機関
- 荘内銀行寒河江支店
- きらやか銀行寒河江支店
- 山形信用金庫寒河江支店
- 東北労働金庫寒河江支店
- 山形中央信用組合寒河江支店

### 郵便
- 寒河江郵便局（集配局）
- 高松郵便局
- 寒河江北郵便局
- 寒河江島郵便局
- 三泉郵便局
- 柴橋郵便局
- 白岩郵便局

- 寒河江宮内簡易郵便局
- 醍醐簡易郵便局
- 谷沢簡易郵便局
- 日田簡易郵便局
- 内ノ袋簡易郵便局
- 上柴橋簡易郵便局

## 姉妹都市・提携都市
- 寒川町（神奈川県）

1990年（平成2年）11月1日 友好都市提携、歴史的文化交流による。
- 安東市（大韓民国慶尚北道）

1974年（昭和49年）2月4日 姉妹都市提携、サクランボの栽培法を寒河江市から学んだ。
- ギレスン市（トルコ共和国ギレスン県）

1988年（昭和63年）6月25日 姉妹都市提携、サクランボの誕生地であることによる。

## 地域

### 人口
| |                                          |  |
| 寒河江市と全国の年齢別人口分布（2005年） | 寒河江市の年齢・男女別人口分布（2005年） |  |
| ■紫色 ― 寒河江市 ■緑色 ― 日本全国 | ■青色 ― 男性 ■赤色 ― 女性                |  |
| 寒河江市（に相当する地域）の人口の推移 \| 1970年（昭和45年） \| 38,558人 \| \| \| 1975年（昭和50年） \| 39,311人 \| \| \| 1980年（昭和55年） \| 41,048人 \| \| \| 1985年（昭和60年） \| 41,828人 \| \| \| 1990年（平成2年） \| 42,076人 \| \| \| 1995年（平成7年） \| 42,805人 \| \| \| 2000年（平成12年） \| 43,379人 \| \| \| 2005年（平成17年） \| 43,625人 \| \| \| 2010年（平成22年） \| 42,373人 \| \| \| 2015年（平成27年） \| 41,256人 \| \| \| 2020年（令和2年） \| 40,189人 \| \| |                                          |  |
| 総務省統計局 国勢調査より |                                          |  |
| 1970年（昭和45年） | 38,558人                                 |  |
| 1975年（昭和50年） | 39,311人                                 |  |
| 1980年（昭和55年） | 41,048人                                 |  |
| 1985年（昭和60年） | 41,828人                                 |  |
| 1990年（平成2年） | 42,076人                                 |  |
| 1995年（平成7年） | 42,805人                                 |  |
| 2000年（平成12年） | 43,379人                                 |  |
| 2005年（平成17年） | 43,625人                                 |  |
| 2010年（平成22年） | 42,373人                                 |  |
| 2015年（平成27年） | 41,256人                                 |  |
| 2020年（令和2年） | 40,189人                                 |  |

### 保健医療
病院
- 寒河江市立病院 - 公立病院、二次医療機関、救急告示病院、病床数125（平成25年10月1日現在）
- 山形県成人病検査センター - 一般病院、二次医療機関、病床数21（平成19年4月1日現在）

### 公共施設

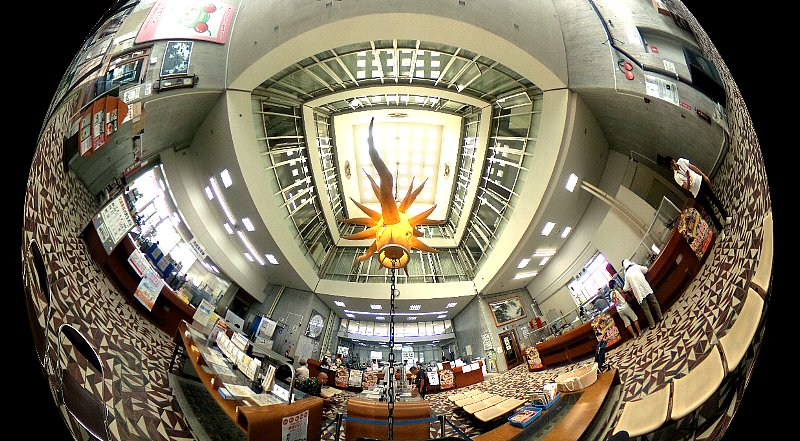
市役所庁舎2階。中央には岡本太郎のオブジェ「生誕」。

- 市役所（本庁舎）

寒河江市中央一丁目9-45
昭和42年（1967年）に竣工した市役所庁舎は若き日の黒川紀章が設計したものであり、後に世界的な建築家となる彼が設計した建築物としては最初期にあたるものである（2003年日本におけるDOCOMOMO100選）。ホール中央には岡本太郎作のオブジェ『生誕』が飾られている。2013年8月から耐震改修免震工事を行い、2014年2月末に完了した。市庁舎は竣工から50周年を迎えた2017年に登録有形文化財（建造物）に登録された（同年10月27日付けで登録）。
- 寒河江市文化センター

生涯学習課
- 水道事業所（寒河江市上河原）
- 浄化センター（寒河江市日田）

複合施設
- フローラ・SAGAE（寒河江市中央）
- ハートフルセンター（寒河江市中央）

健康福祉課・高齢者支援課・子育て推進課
文化施設
- 寒河江市立図書館（寒河江市中央）

月～土午前9時30分～午後7時30分（12月～2月は午前9時30分～午後6時30分）、日・祝日午前9時30分～午後5時。
- 寒河江市美術館（フローラ・SAGAE内）

午前10時～午後7時、休館日毎月第2・4水曜日及び元旦。
- 寒河江市郷土館（旧西村山郡役所、寒河江市長岡）

開館日は4月の第2土曜日から11月の第2土曜日までの期間の土曜日、日曜日、祝日及びつつじまつり開催期間、特別展開催期間。午前10時～午後4時。
健康福祉
- 子育て支援センター（ハートフルセンター内）

月～金午前9時～午後6時、土・日・祝日午前9時～午後5時、休館日毎月第3日曜日及び12月29日～1月3日。
- 児童センター（ハートフルセンター内）

子育て支援センターと同じ。
- 老人福祉センター（寒河江市白岩）

娯楽室、集会室、浴室、付設作業所など。
- 屋内ゲートボール場 (老人福祉センター内)：ゲートボールコート2面、観覧席、更衣室など。
- 市民浴場（寒河江市島）

入浴料大人200円・15歳未満100円、休館日毎月第2木曜日。年越しオールナイト営業（12月31日午前6時30分～1月1日午前5時）
ホール
- 市民文化会館（寒河江市西根）

定員936名
- 中央公民館ホール(寒河江市文化センター内)

定員240名
- ハートフルセンター多目的ホール：定員288名

交流施設
- 勤労青少年ホーム(寒河江市文化センター内)

講習室、娯楽談話室、音楽鑑賞室、音楽集会室、調理実習室、体育館。
- 技術交流プラザ（寒河江工業団地内）

研修室、コンピューターサロン（20台）、産業デザインルームなど。
スポーツ施設
- 市民体育館（寒河江市西根）

アリーナはバスケットボール2面またはバレーボール3面もしくは、バドミントン10面として利用可能。柔道場（300平方メートル）、剣道場（347平方メートル）、弓道場（近的9人位）、テニス2面。
- 市民プール（寒河江市西根）

50mプール、25mプール、6月～9月。
- 市民テニスコート（寒河江市西根）

コート4面、夜間照明6基、3月～12月。
- 市民体育館合宿所（寒河江市西根）

収容人数80名
- チェリーナさがえ（寒河江市久保）

屋内多目的運動場。延べ床面積2283平方メートル。アリーナは砂なしの人工芝で面積は1862平方メートル。天井の高さは10メートル。フットサル2面またはテニスコート3面もしくは、ゲートボール4面として利用可能。平成26年1月20日から一般利用可能。大規模災害発生時は支援物資集積場としての役割を担う。休館日毎月第4月曜日。
- 野球場（寒河江市長岡）

センター120m両翼100m、収容人数2,500名、4月～11月。
- 陸上競技場（寒河江市長岡）

1周300m、6コース、4月～11月。
- グリバーさがえ（最上川寒河江緑地）

水面広場75,026平方メートル、緑地広場（野球場・サッカーコート）、3月～12月。
レジャー施設
- いこいの森（寒河江市平野山）

森のいえ、運動広場（5,700平方メートル）、テントベース（19箇所）など
- 葉山市民荘（寒河江市白岩）

5月～10月。登山道を登った旧キャンプ場から敷地内に引いた湧水は長命水と呼ばれ、「里の名水・やまがた百選」に選出されている。
ギャラリー

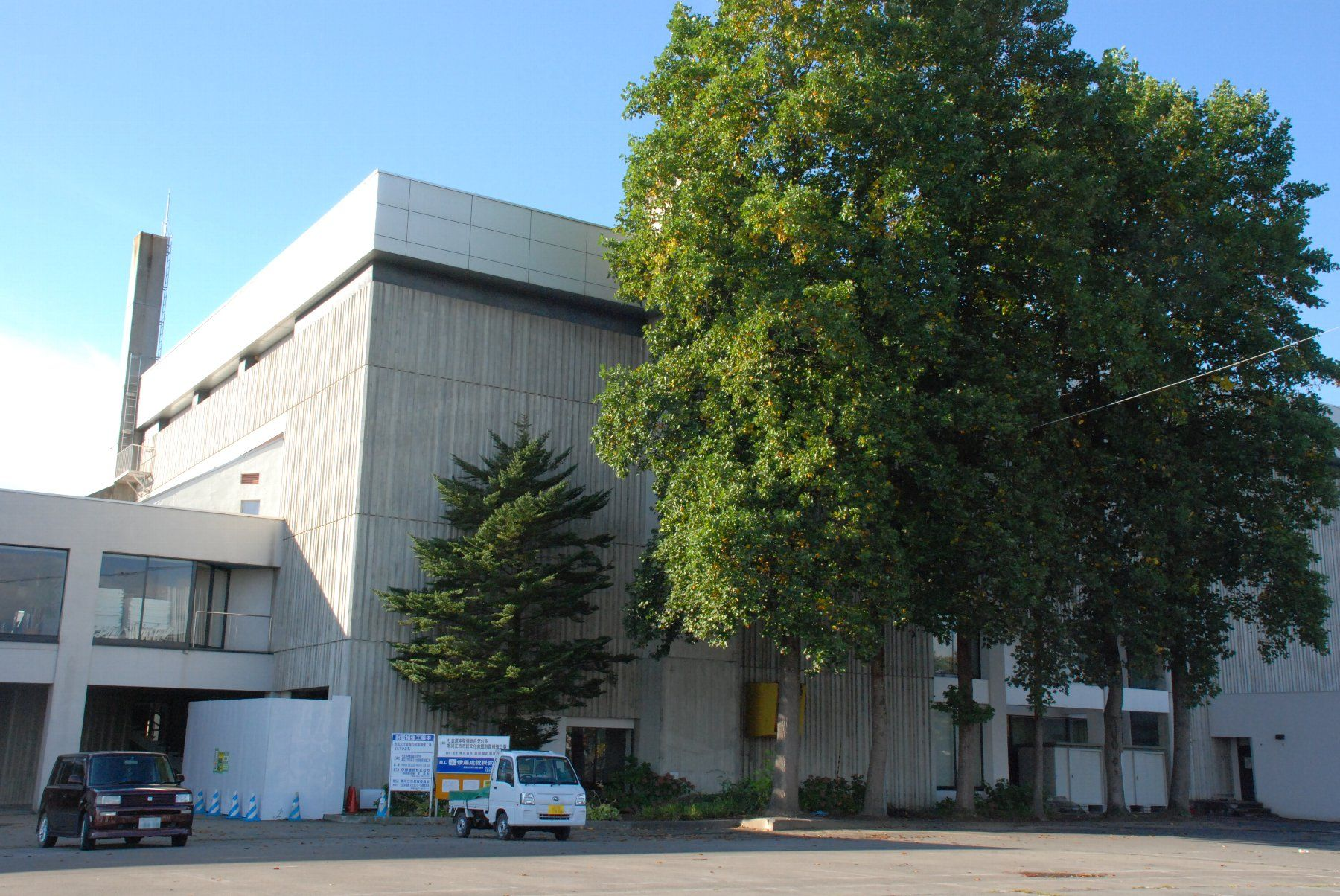
市民文化会館
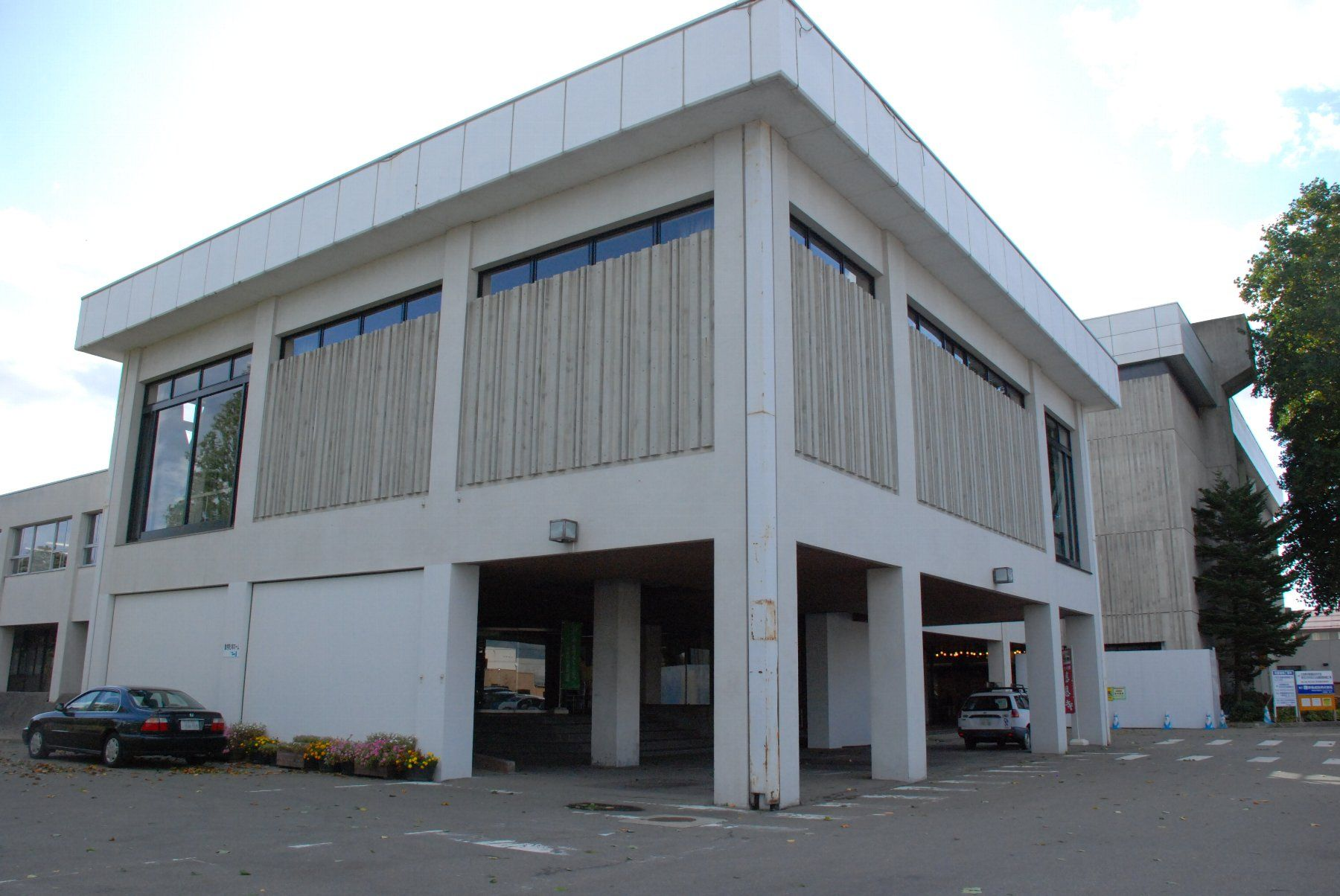
文化センター（正面）
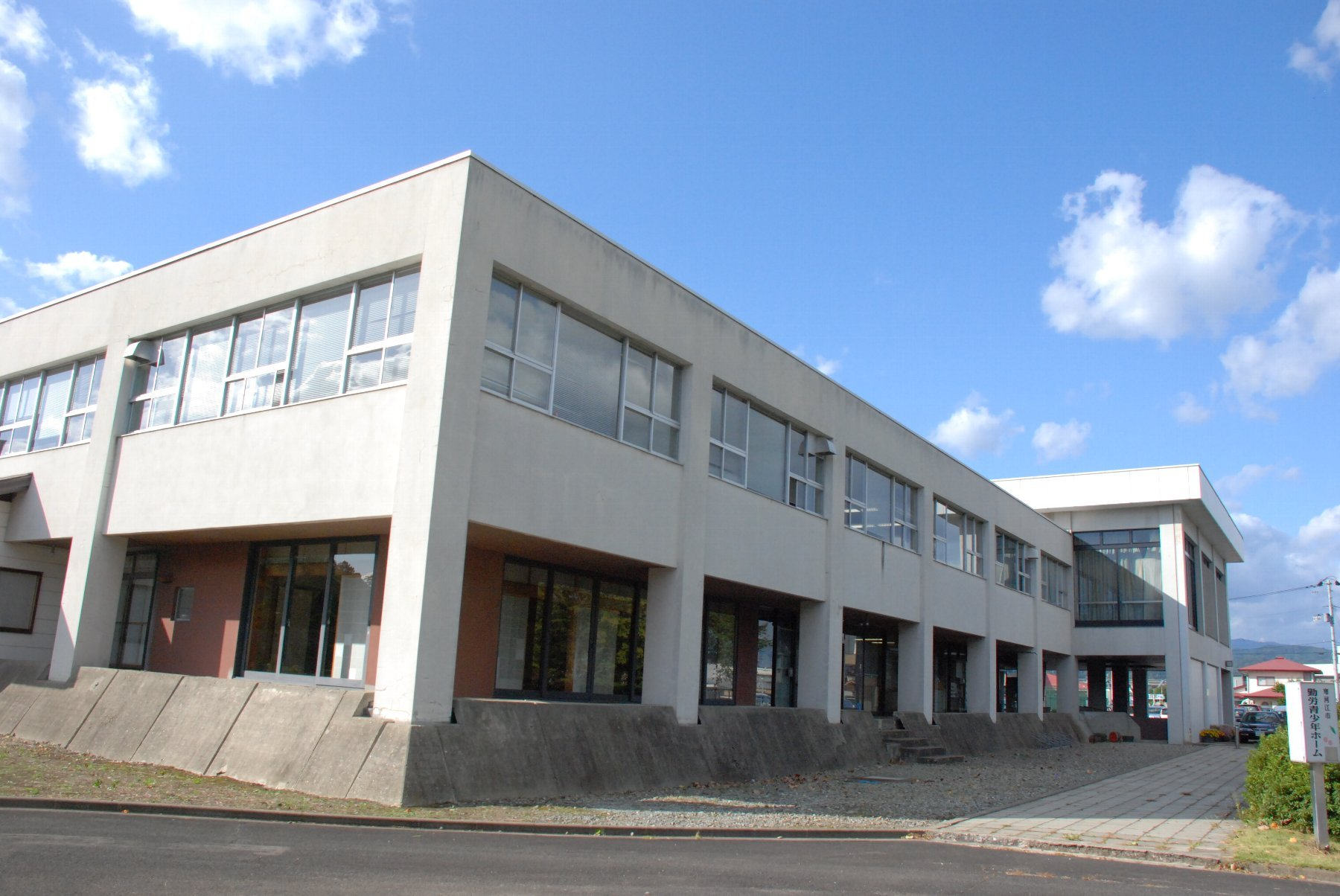
文化センター（南西から）
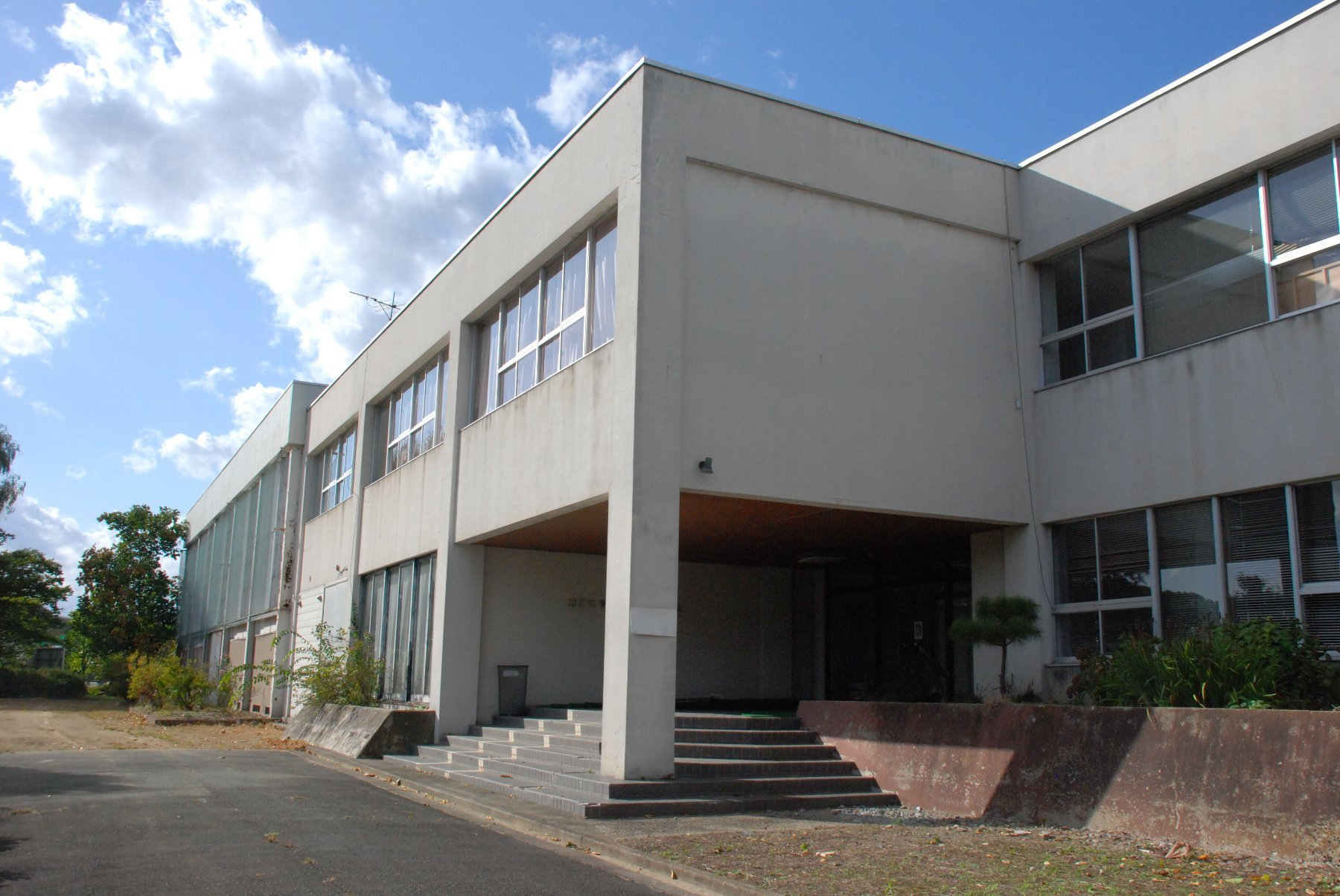
勤労青少年ホーム
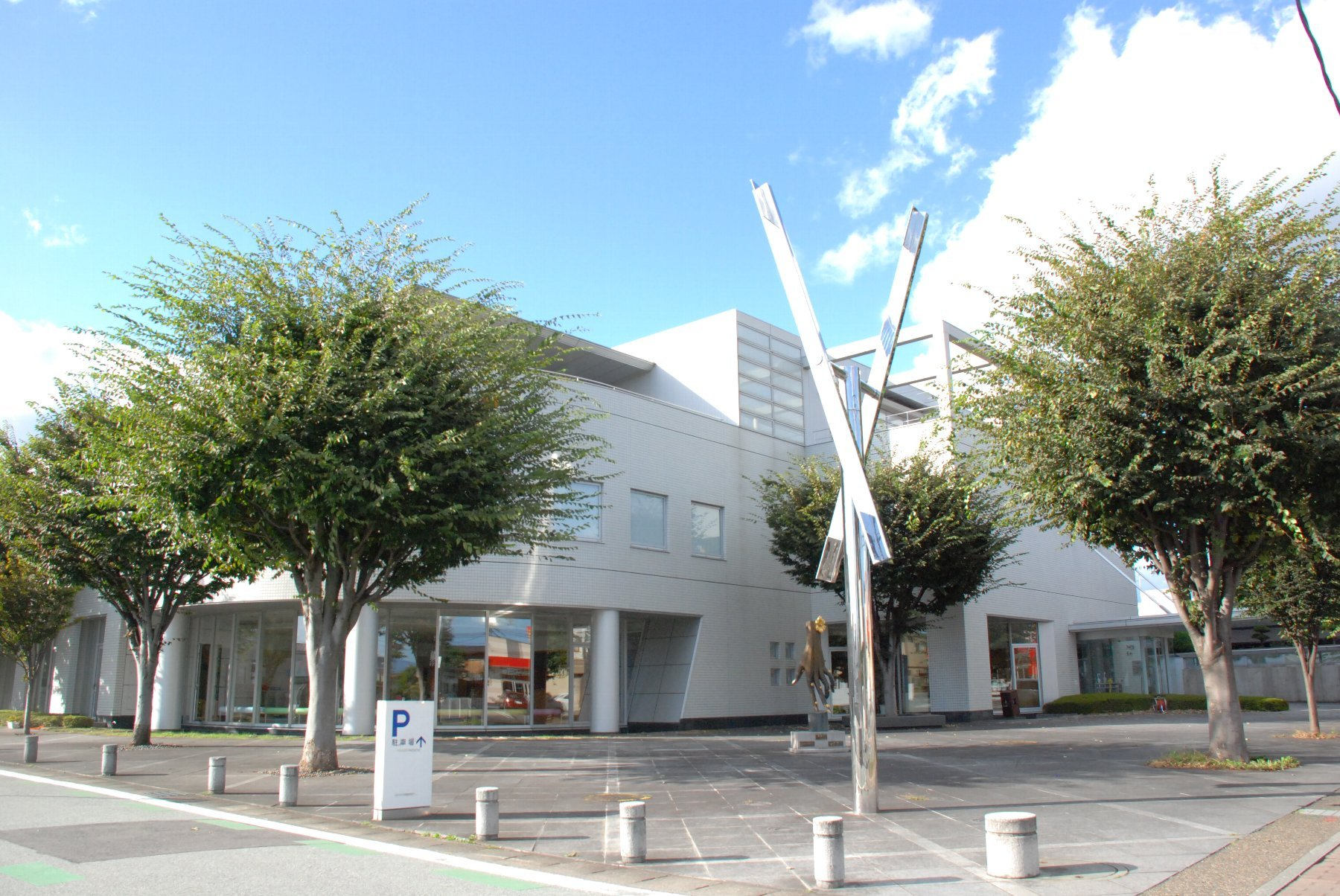
ハートフルセンター（正面）
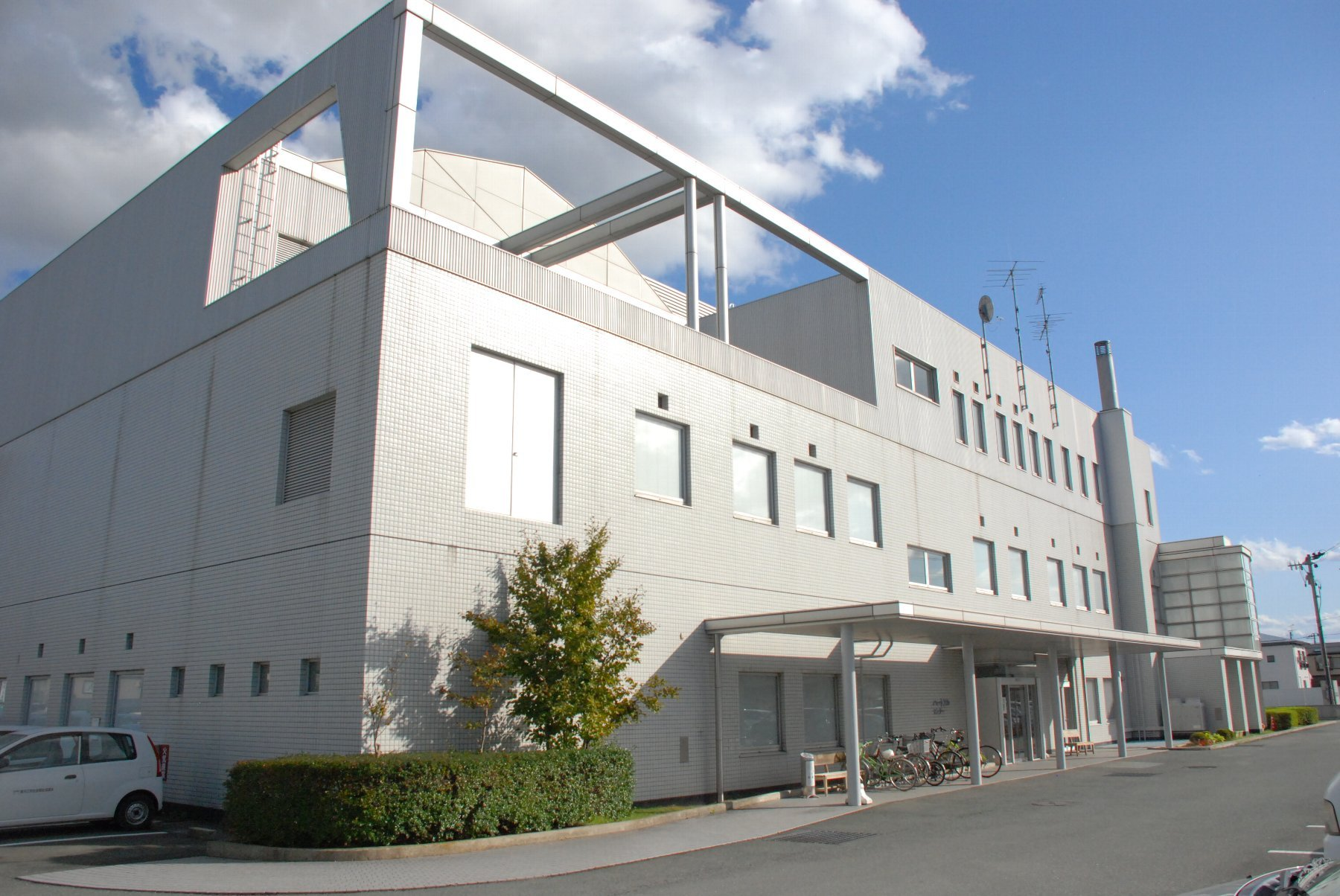
ハートフルセンター（裏口）
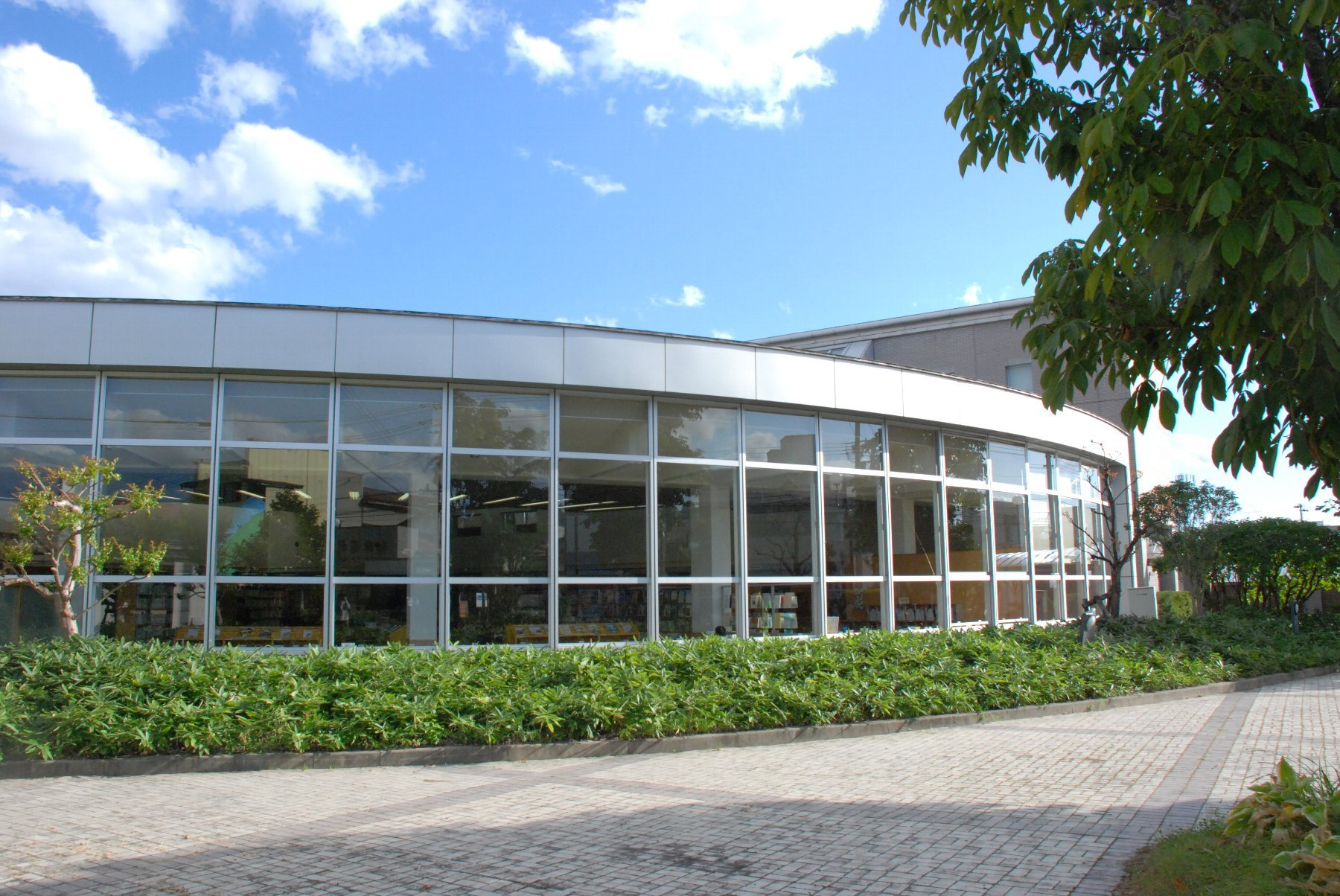
市立図書館
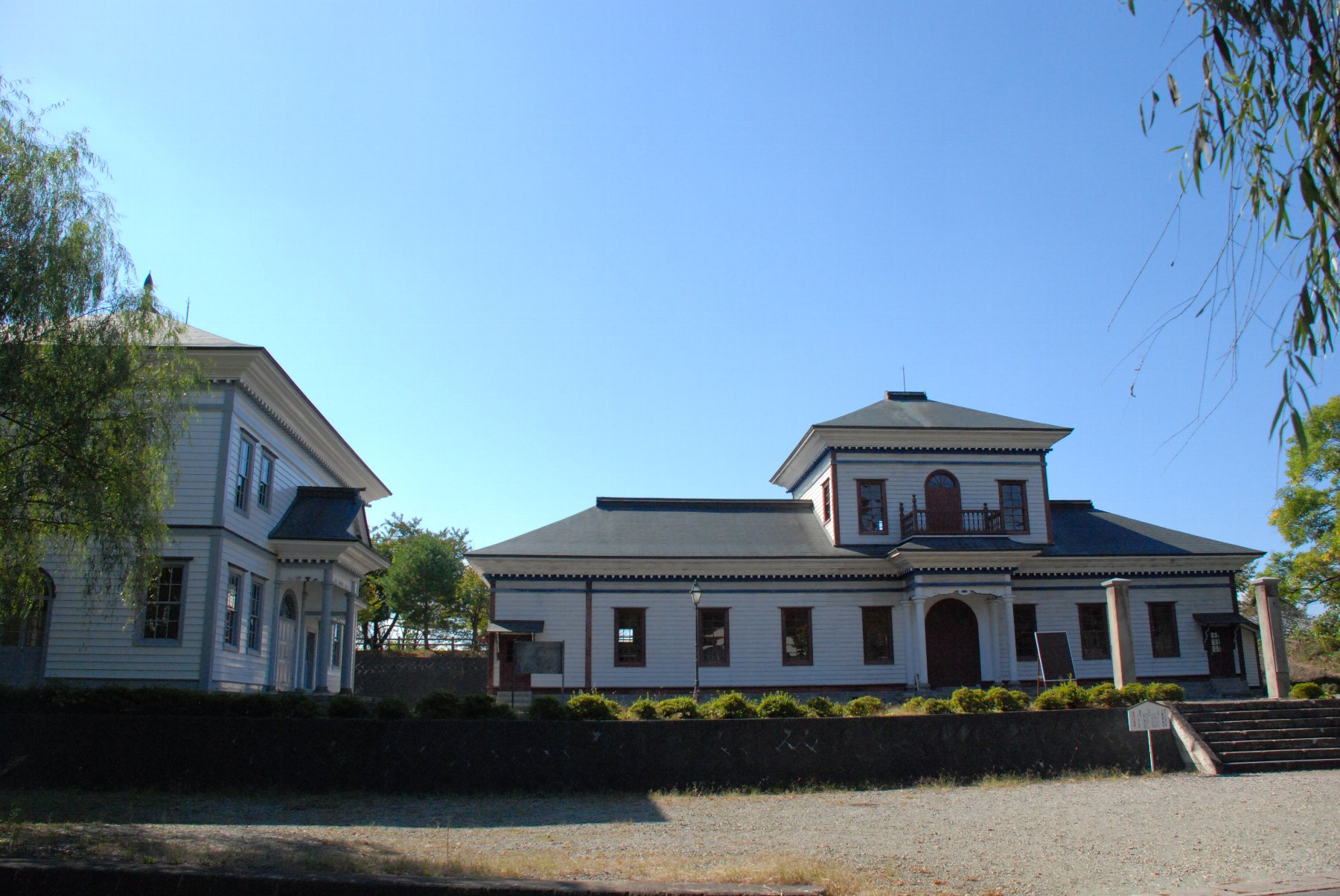
寒河江市郷土館（旧西村山郡役所・郡会議事堂）
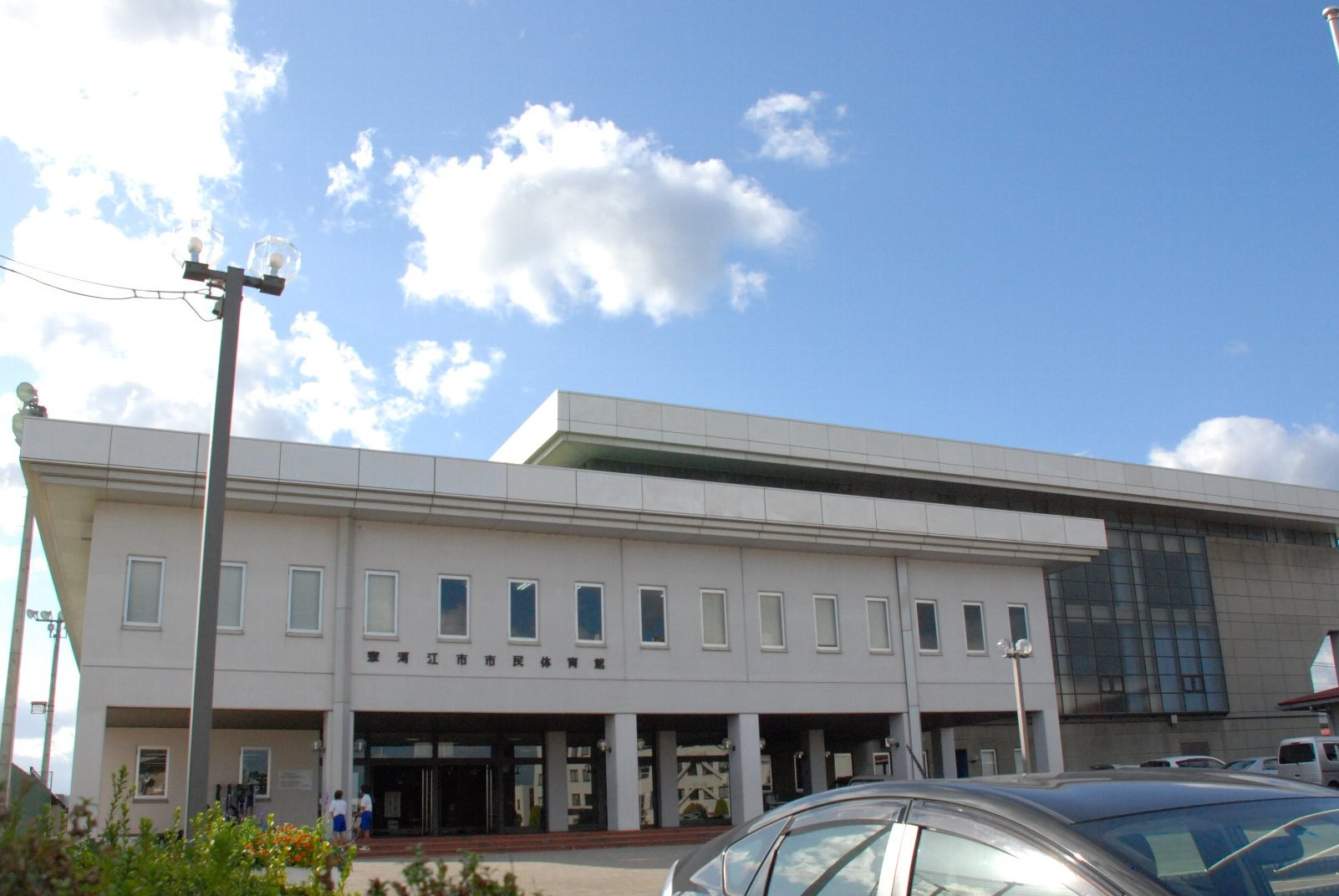
市民体育館
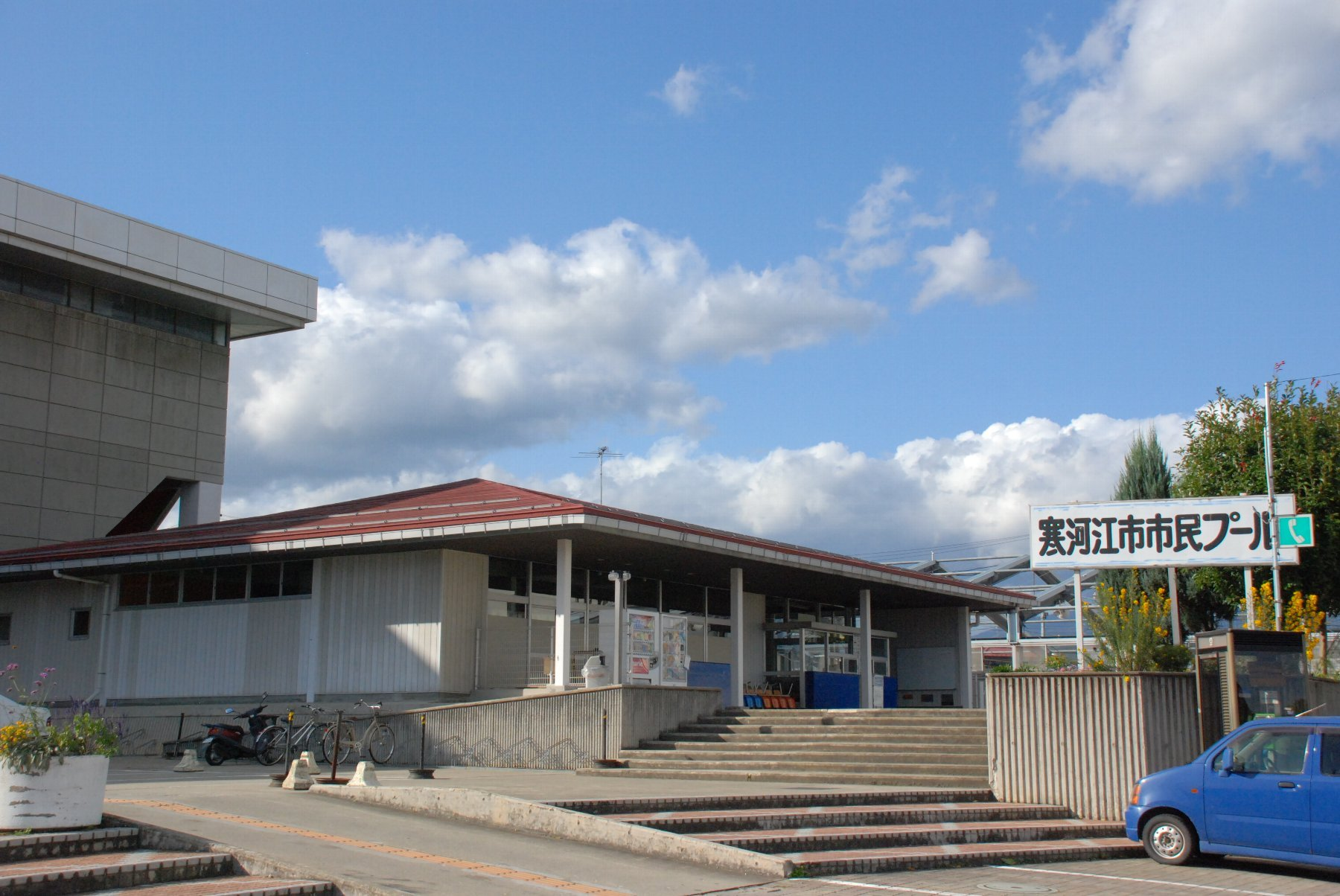
市民プール
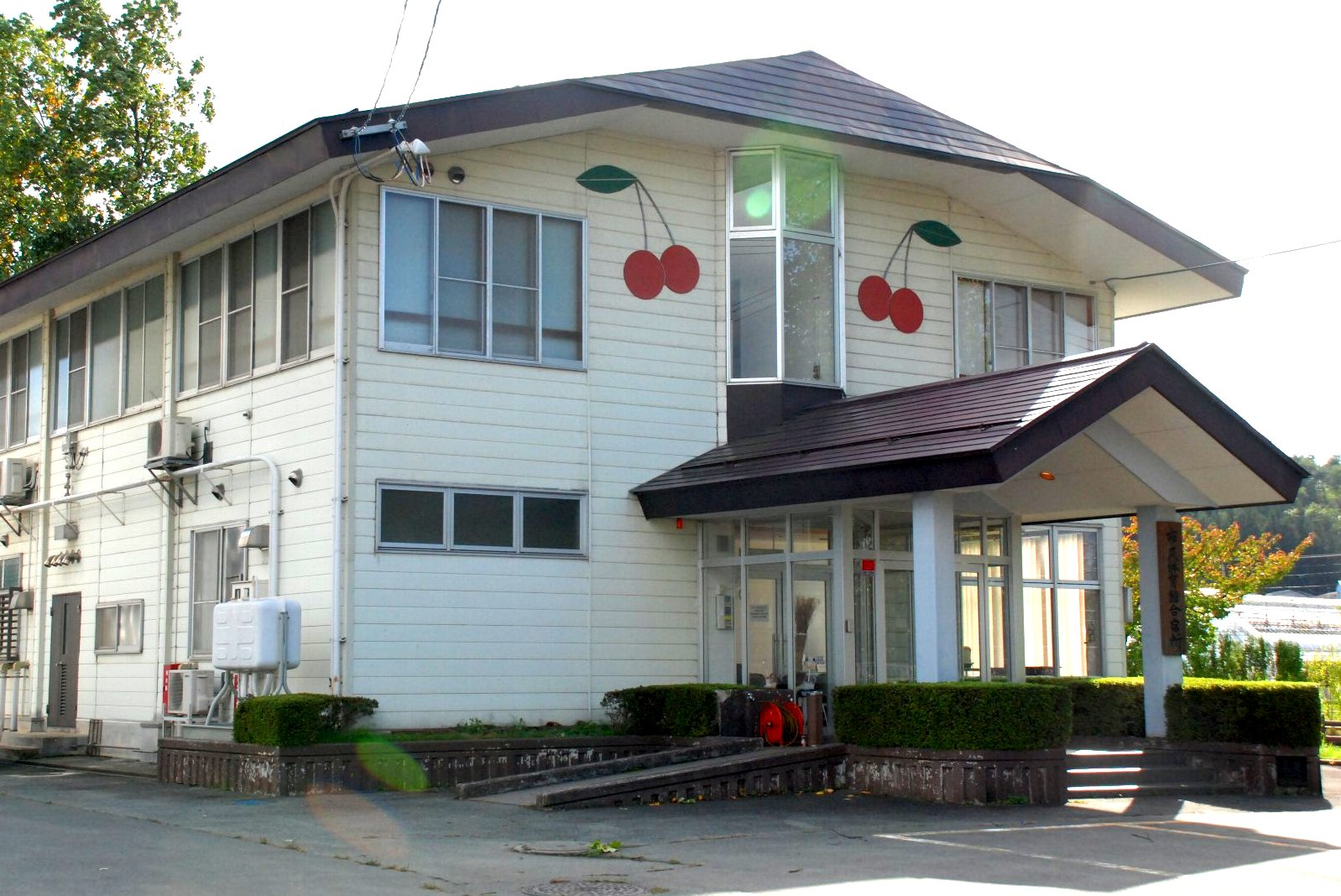
市民体育館合宿所
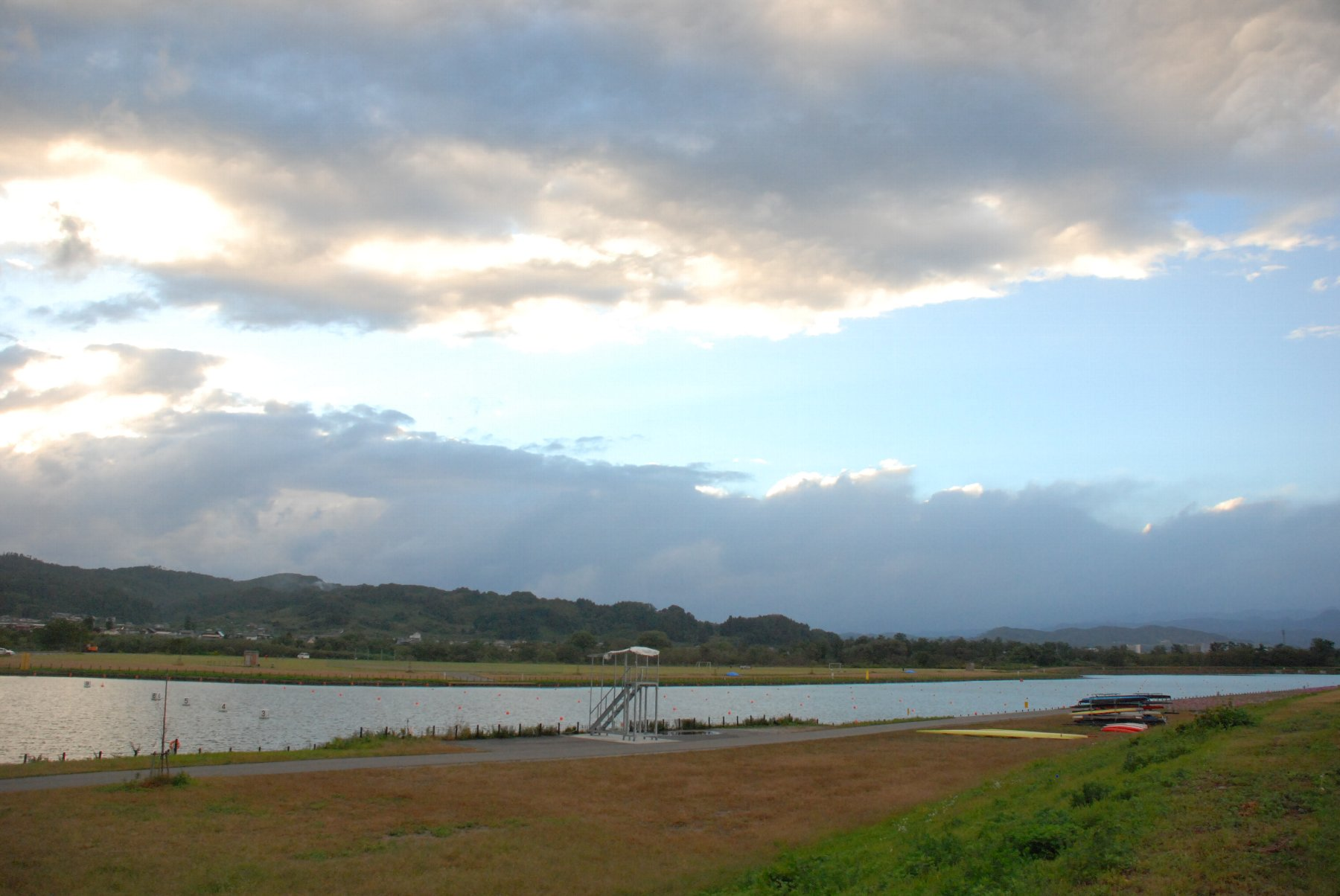
グリバーさがえ

### 山形県の出先機関
- 村山総合支庁西庁舎

寒河江市大字西根字石川西355
- 山形県農業総合研究センター園芸試験場

寒河江市大字島字島南423
- 山形県森林研究研修センター

寒河江市大字寒河江丙2707

### 警察

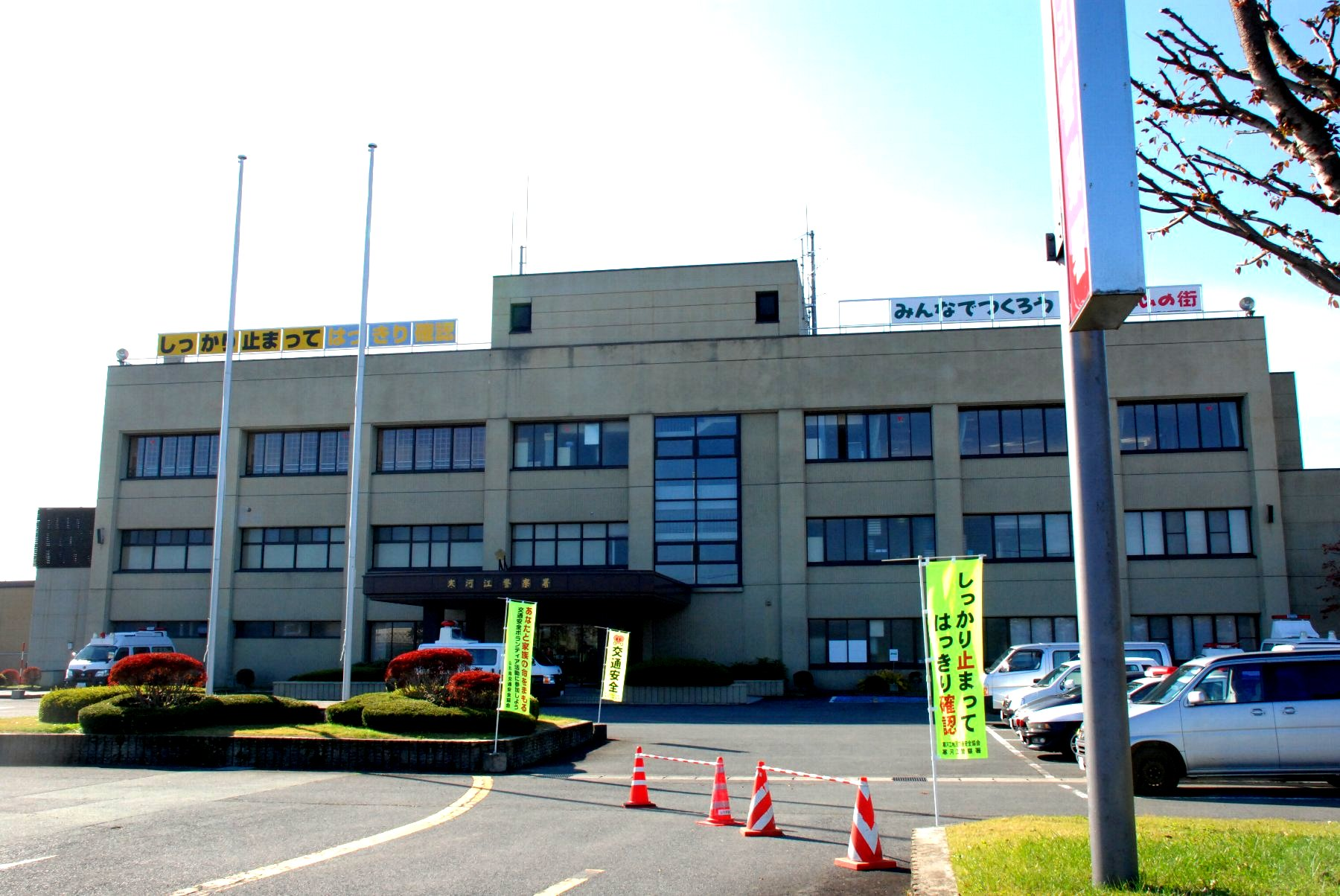
警察署

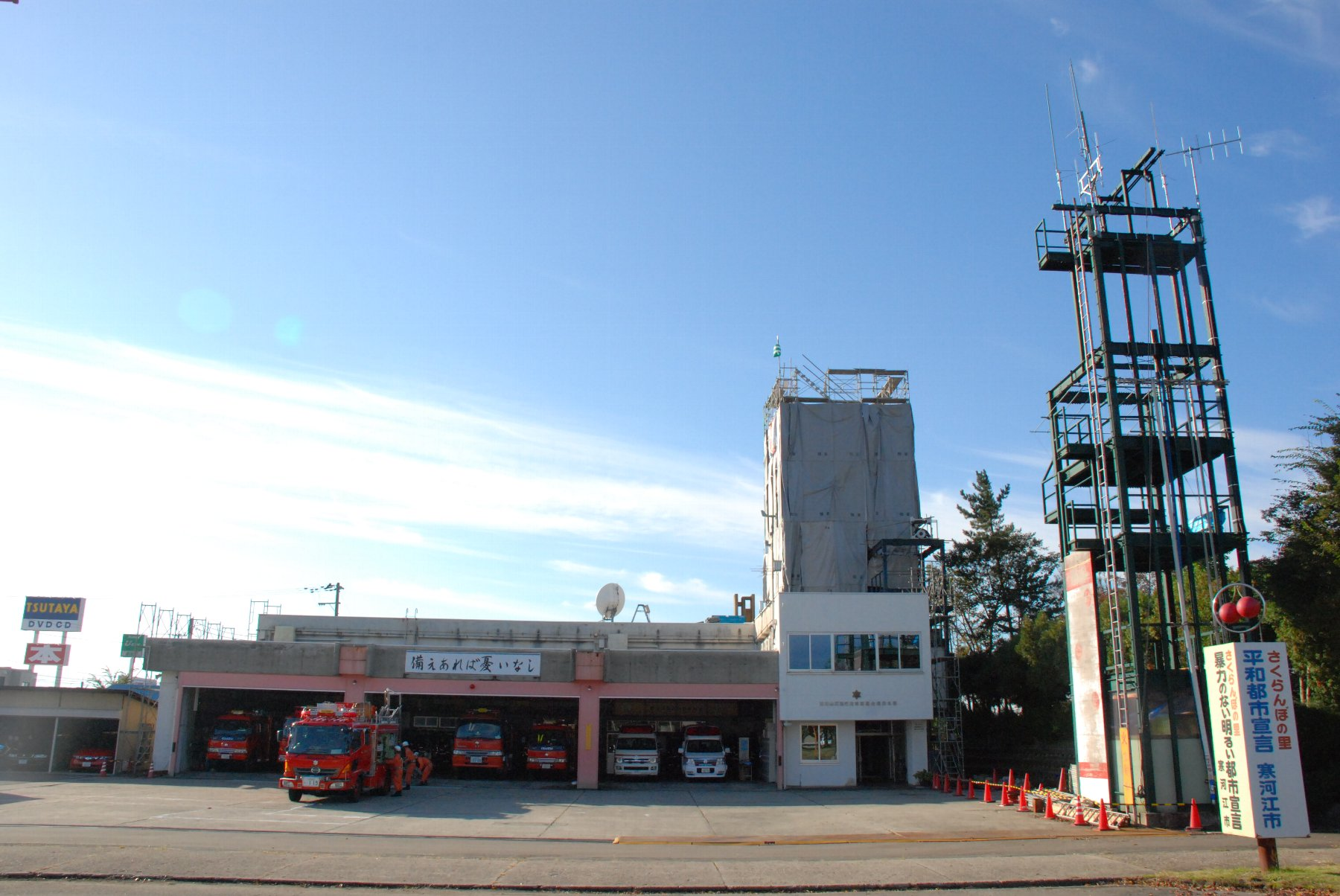
消防本部

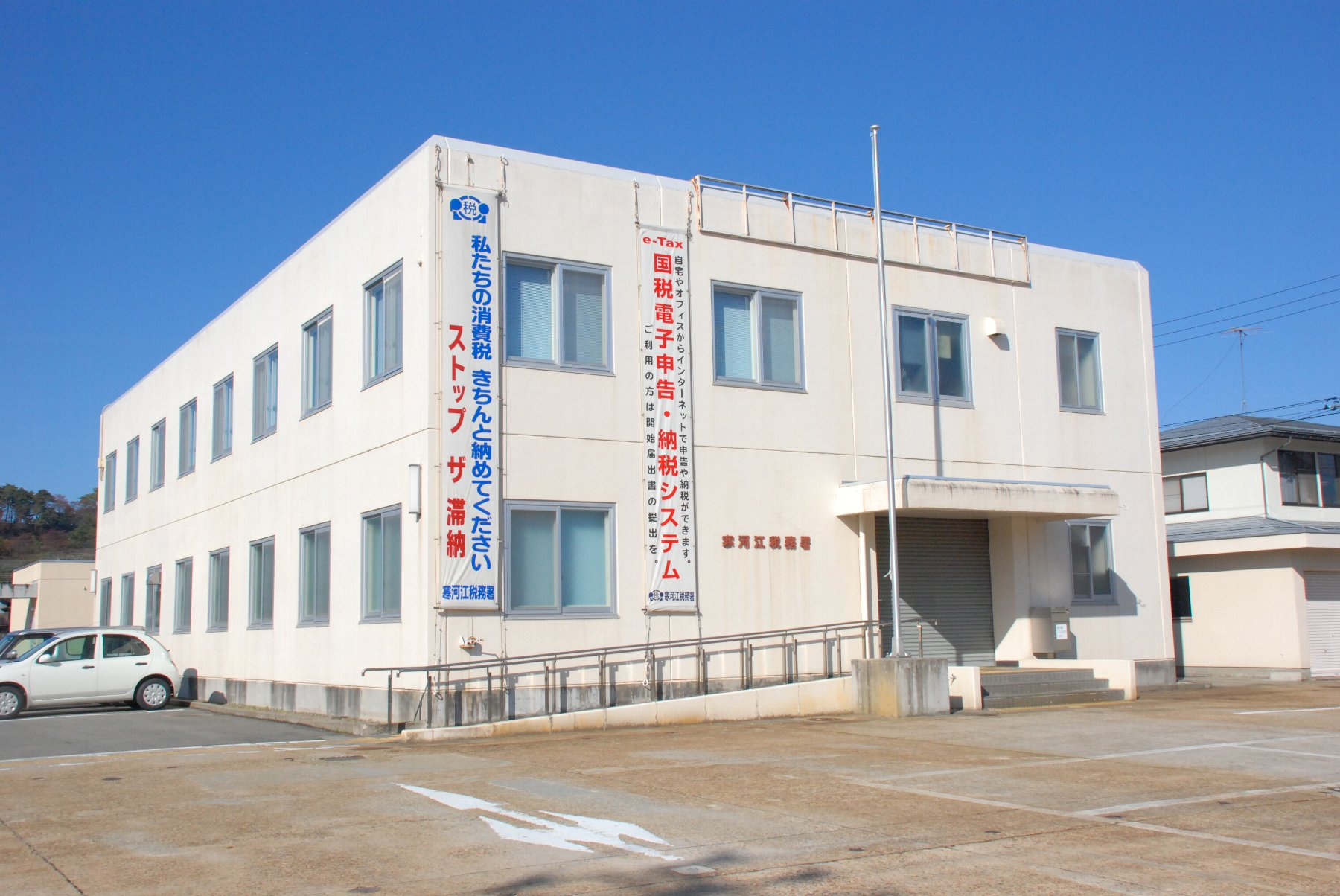
税務署

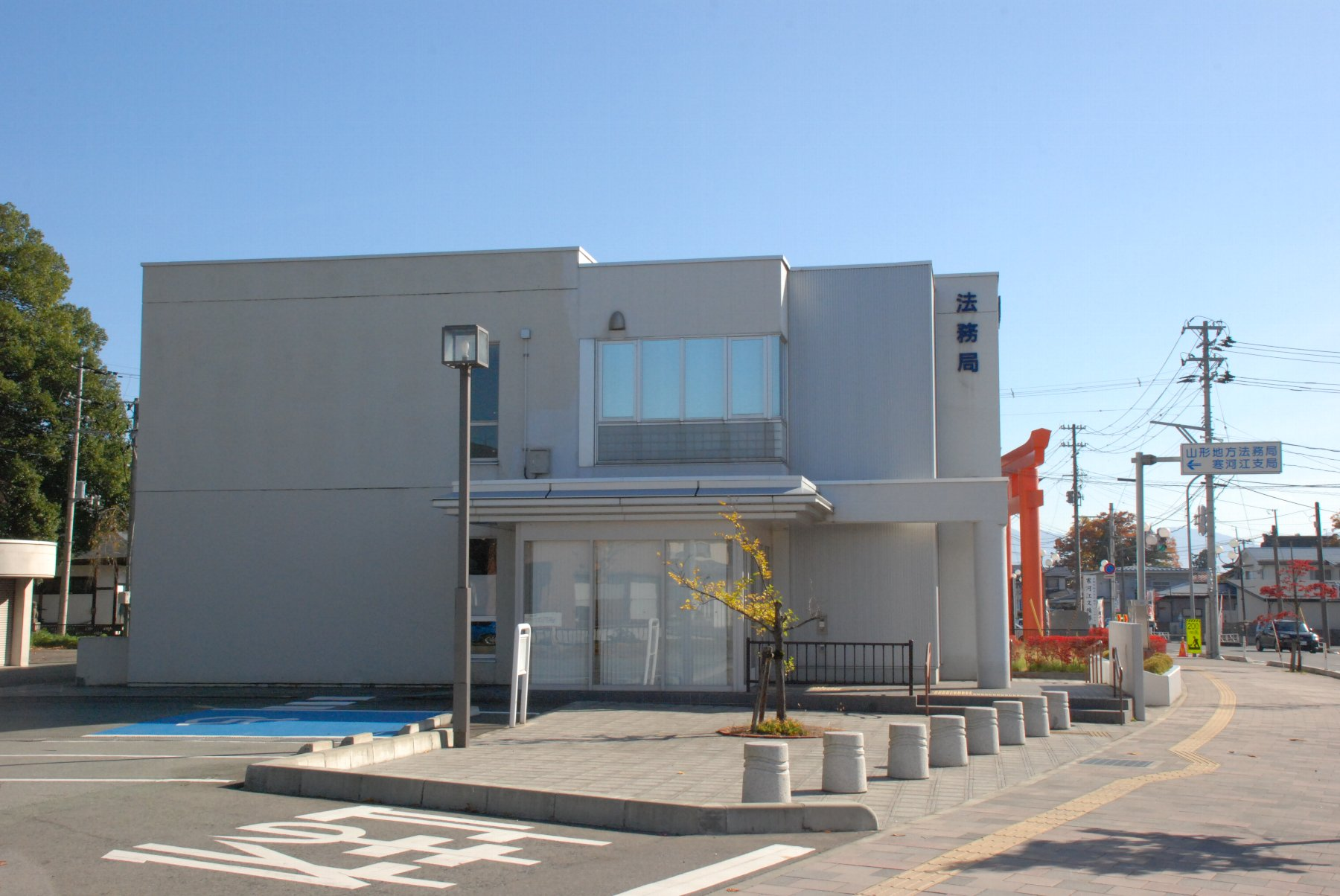
法務局

- 寒河江警察署（山形県警）

寒河江市大字西根字上川原228-1

### 消防
- 西村山広域行政事務組合消防本部

寒河江市大字西根字石川西300番地1
分署：河北町・大江町・朝日町・西川町

### 税務
- 寒河江税務署（仙台国税局所管）

寒河江市中央2丁目2番35号

### 法務
- 山形地方法務局寒河江支局（仙台法務局所管）

寒河江市八幡町7番12号

### 林野
- 山形森林管理署（東北森林管理局所管）

寒河江市元町一丁目17-2
中村森林事務所・幸生森林事務所・山形森林事務所・上山森林事務所・延沢森林事務所・村山森林事務所

### 土木
- 国土交通省寒河江出張所（東北地方整備局山形河川国道事務所所管）

寒河江市大字島字島東239

### 水道
- 村山広域水道用水供給事業（山形県）

寒河江ダムを水源として49%の供給を受けて、自己水源である8本の深井戸と合わせて供給している。
- 2013年7月18日山形県域で記録的な豪雨を観測し、取水している寒河江川の濁りが原因で村山広域水道範囲12市町村のうち6市町が断水となった（西川浄水場 (山形県)参照）。寒河江市においても自己水源に依らない一部地域で7月23日から断水が発生し、7月25日には村山広域水道から通常に近い供給を受けたことにより全域で通水された。27日までに濁水処理が完了し通常の状態に復旧した。

### 教育
高等学校
- 山形県立寒河江高等学校
- 山形県立寒河江工業高等学校

中学校
- 寒河江市立陵西中学校（バレー部が全国優勝経験あり）
- 寒河江市立陵東中学校
- 寒河江市立陵南中学校

小学校
- 寒河江市立寒河江小学校
- 寒河江市立寒河江中部小学校
- 寒河江市立南部小学校
- 寒河江市立柴橋小学校
- 寒河江市立白岩小学校
- 寒河江市立高松小学校
- 寒河江市立醍醐小学校
- 寒河江市立西根小学校
- 寒河江市立三泉小学校

寒河江中部小学校は、文部科学省が推進する「学力向上フロンティア事業」指定校（フロンティアスクール）である。

## 交通

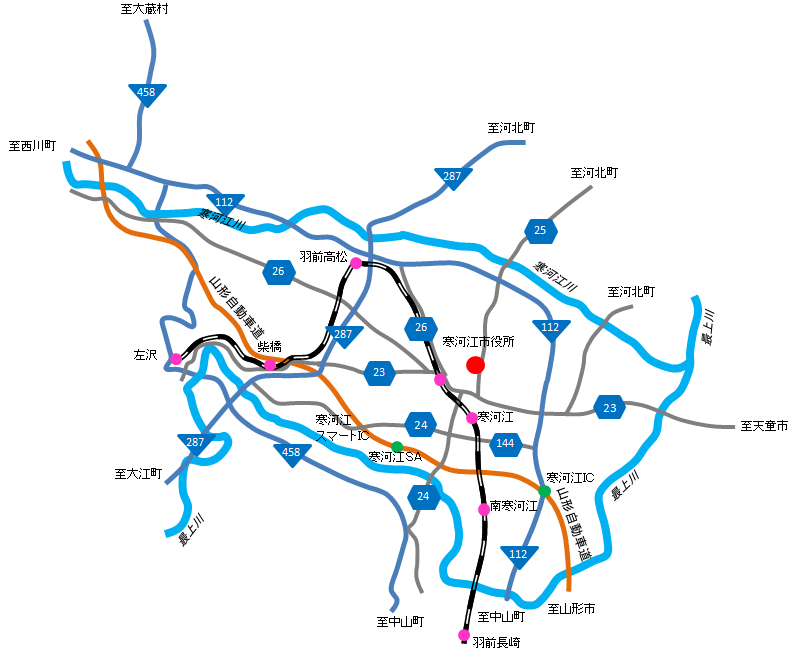
寒河江市街の主要な道路・鉄道・河川

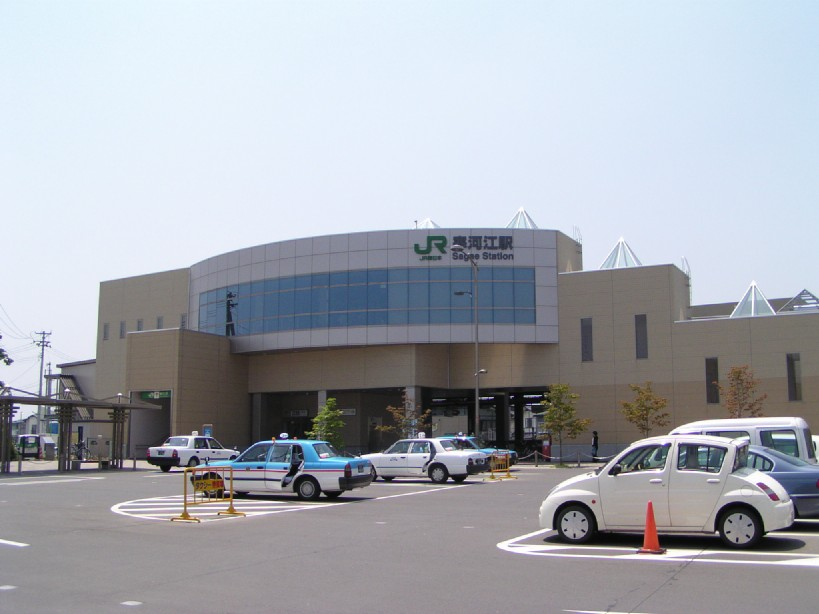
寒河江駅

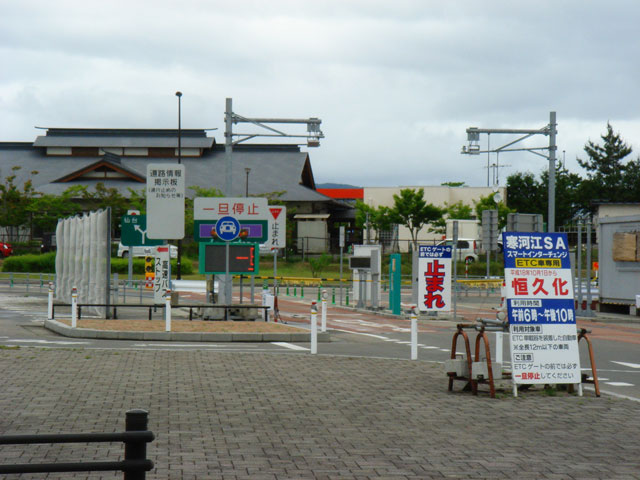
寒河江スマートインターチェンジ

仙台から山形を経由して庄内地方へ通じる山形自動車道が西に向かって伸びているほか、山形市と鶴岡市を結ぶ国道112号（旧六十里越街道）、東根市と米沢市さらには新潟県をつなぐ国道287号も通る。山形空港も至近距離にある。
市の南部は最上川・寒河江川が流れるため、多くの橋が架かる。
- 最上川（上流から）

柏陵橋 - 新最上橋 - 旧最上橋 - 簗瀬橋 - 此の木橋 - 平塩橋 - 高瀬大橋 - 最上川鉄橋 - 長崎大橋 - 村山橋
- 寒河江川（上流から）

稲沢橋 - 上野大橋 - 臥龍大橋 - みやま橋 - 新臥龍橋 - 臥龍橋 - 慈恩寺大橋 - 慈恩寺橋 - 寒河江川橋

### 鉄道路線
- 中心となる駅：左沢線 寒河江駅（東北の駅百選）
- その他の駅：左沢線 南寒河江駅、西寒河江駅、羽前高松駅、柴橋駅
- 隣接市町村への連絡：左沢線 左沢駅、羽前長崎駅
- 都道府県庁への連絡：左沢線 北山形駅、山形駅
- 広範囲な連絡：左沢線 山形駅乗換、奥羽本線、仙山線、山形新幹線

### 路線バス
一般路線
- 山交バス
  - 山交ビル／山形駅前 - 寒河江駅
  - 寒河江駅 - 谷地（河北町）
  - 寒河江駅 - 朝日町役場前
- 天童市市営バス
- 西川町路線バス

高速バス（寒河江BSに停車）
- 仙台 - 酒田・本荘線 （山交バス、庄内交通、宮城交通、羽後交通、ただし仙台行きは乗車のみ・仙台発は下車のみ）
- 山形 - 鶴岡・酒田線 （山交バス、庄内交通）

夜行バス（寒河江営業所に停車）
- TOKYOサンライズ （山交バス、東北急行バス）

### 道路
国道112号と、山形自動車道が市街地を迂回している。山形自動車道寒河江インターチェンジは市街地の南東で国道112号に接続する。また、2006年（平成18年）9月30日まで寒河江サービスエリアでスマートインターチェンジの設置実験が行われていたが、恒久的に設置されることになった。これを利用すると、市街地南西部へのアクセスが向上する。高速道路を利用した場合、仙台宮城ICからの距離は70.9km、55分、酒田ICまでは96.1km、1時間30分である。また首都高速川口JCTからは367.5km、3時間52分である。
高速道路
- 山形自動車道：寒河江IC、寒河江SA（スマートインターチェンジ）

一般国道
- 国道112号
- 国道287号
- 国道347号（国道287号と重複）
- 国道458号

県道（主要地方道）
- 山形県道23号天童大江線 - 天童市から寒河江市街を経由して大江町に至る。
- 山形県道24号天童寒河江線 - 天童市から中山町を経由して寒河江市街に至る。
- 山形県道25号寒河江村山線 - 寒河江市街から河北町を経由して村山市に至る。
- 山形県道26号寒河江西川線 - 寒河江市街から西川町に至る。

県道（一般県道）
- 山形県道143号中山三郷寒河江線
- 山形県道144号元町高屋線
- 山形県道180号寒河江停車場線
- 山形県道282号皿沼河北線
- 山形県道283号日和田河原線
- 山形県道284号溝延河原線
- 山形県道285号湯野沢寒河江線
- 山形県道286号田代白岩線
- 山形県道379号日和田松川線

## 文化・スポーツ

### 風習
- だんご木

小正月の飾り。

### 方言
南奥羽方言の山形弁に分類され、村山弁に当たる。

### 食文化
山形県村山地方の食文化に含まれ、一部山間地域の食文化も有する。内食では芋煮、納豆汁、いるか汁、ひっぱりうどん、からかい、棒鱈、いなごの佃煮、だし、ひょうのお浸し、ワラビなどの山菜、食用菊、青菜漬け 、凍み大根、凍み餅などがある。外食では冷やしラーメン、冷たい肉そば、やきとり、玉こんにゃく、どんどん焼き、あじまんなど。
山形県の人口10万人あたりのラーメン店舗数は69.46軒と全国1位（平成23年iタウンページ掲載店舗数と都道府県別人口で計算）だが、本市においても人口10万人あたり71.28軒（平成23年iタウンページ掲載店舗数と市町村人口で計算）と多い。

#### もてなし料理
『寒河江のごっつぉ』として地産地消の推進、伝統食文化の継承を行っている。
かつては月1回は餅を振舞う行事があり、神仏にそなえたという。
- 春彼岸料理
ぼたもち・なめこ汁・煮しめ・えご・くるみ豆腐など
- 春祭り料理
赤飯・なめこ汁・孟宗竹とふきの煮物・鯉の甘露煮・からかい煮・おひたしなど
- お盆料理
もち（納豆・あんこ・ぬたなど）・雑煮もち・えご・煮物・おひたし・漬物など
- 秋祭り料理
赤飯・芋煮汁・ぜんまいの煮物・鯉の甘露煮・からかい煮・おひたしなど
- 秋彼岸料理
五目ごはん・なめこ汁・あつもの・和え物・漬物・しょうゆ団子など
- 正月料理
もち（くるみ・納豆・あんこ）・雑煮もち・栗きんとん・田作りごぼう・伊達巻・からかい煮・昆布巻き・鯉の甘露煮など
- 婚礼料理

### スポーツ大会
- 市民卓球大会
- 市長杯争奪市民バスケットボール大会
- 寒河江市民インドアテニス大会
- 協会長杯争奪インディアカ大会
- さくらんぼマラソン大会 - 2014年からチェリーナ寒河江を中心としたコースにリニューアルして行われている。
- さくらんぼウォーク - チェリーランドを発着として10kmのコースで行う。
- ツール・ド・さくらんぼ - 2013年から寒河江市を含む西村山郡全体を会場に行われ、2014年には11日間で700名、2015年にはわずか1日で1000名の募集定員に達した。
- 市長杯争奪市民柔道大会
- 少年少女柔道大会
- 寒河江市長杯市民テニス大会
- 寒河江市長杯争奪剣道大会
- さくらんぼ旗争奪剣道大会
- 月山杯争奪剣道大会（2016年）
- さくらんぼ弓道大会
- 寒河江市長杯争奪ロードレース（英語版）大会

## 観光ほか

### 名所・旧跡

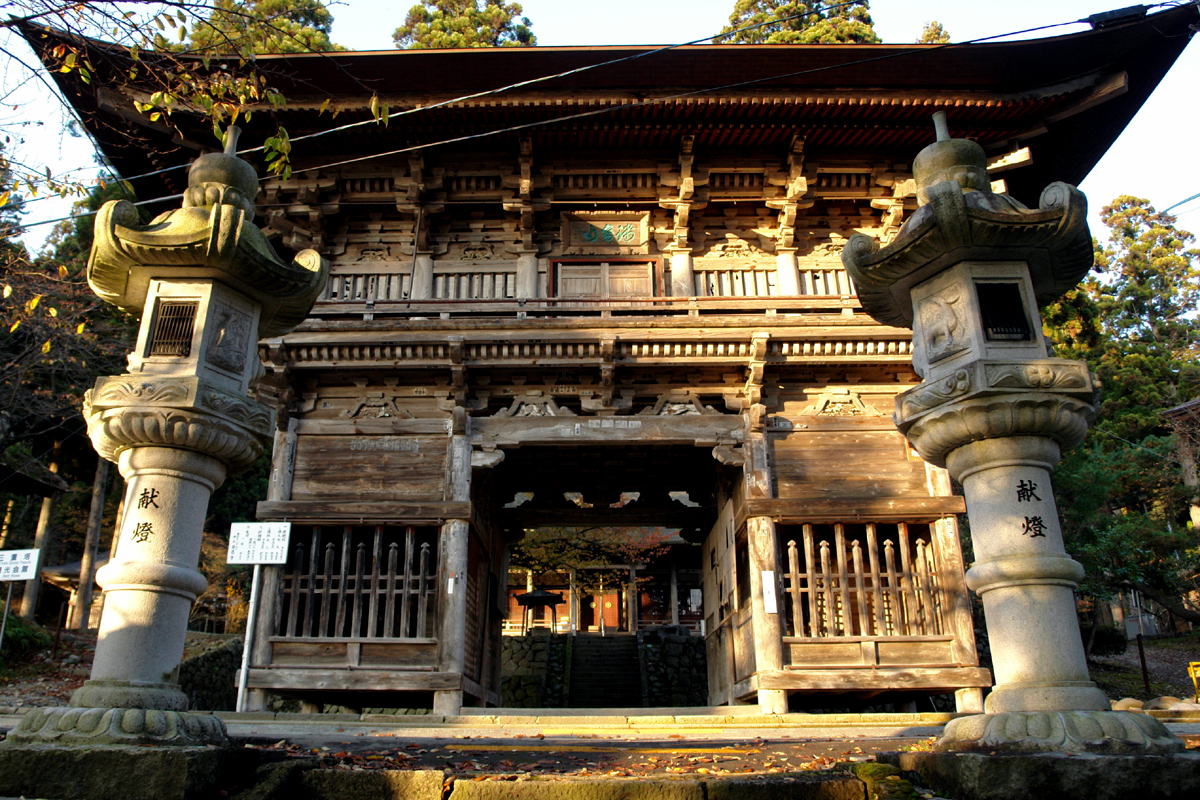
慈恩寺

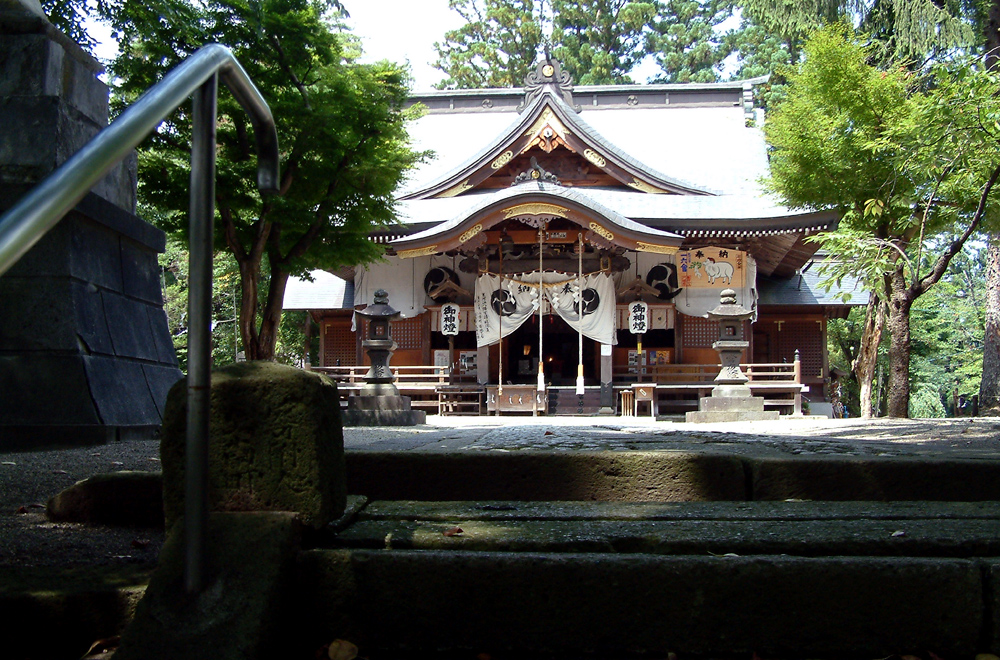
寒河江八幡宮

- 慈恩寺（国の史跡）

神亀元年（724年）行基によって開基されたと伝わる古刹。多くの文化財を有する。寒河江十景の9。2014年10月国の史跡に指定された。
- 寒河江八幡宮

寒河江荘総鎮守として現在に至るまで尊崇を集める。
- 平塩熊野神社

寒河江十景の8。
- 寒河江城址
- 澄江寺（本町）- 長州大寧寺を本寺とする曹洞宗石屋派に属する。福泉寺（本町）、石川寺（西根）、満福寺（本楯）、竜泉寺（寒河江）、宿竜院を輩出した。寒河江知広開基。
- 法泉寺（本町） - 長州大寧寺を本寺とする曹洞宗石屋派に属する。観音寺（柴橋）、寿福寺、高林寺（南町）、常林寺（六供町）を輩出した。寒河江宗広開基。
- 洞興寺（白岩） - 周防泰雲寺を本寺とする曹洞宗石屋派に属する。永源寺（留場）、長寿寺（幸生）を開き、滝華寺（留場）を末寺とする。溝延茂信の子吉川家広開基。
- 祐林寺（七日町）、長泉寺（八鍬 ?、中河原 ?）、光明寺（高屋）、徳蔵院（中央）、極楽寺（高屋） - 曹洞宗如仲派に属する。白鷹町瑞竜院[注釈 6]を本寺とする。
- 旧西村山郡役所（現・寒河江市郷土館）
- 高瀬山古墳
- 寒河江代官陣屋跡
- 柴橋代官陣屋跡

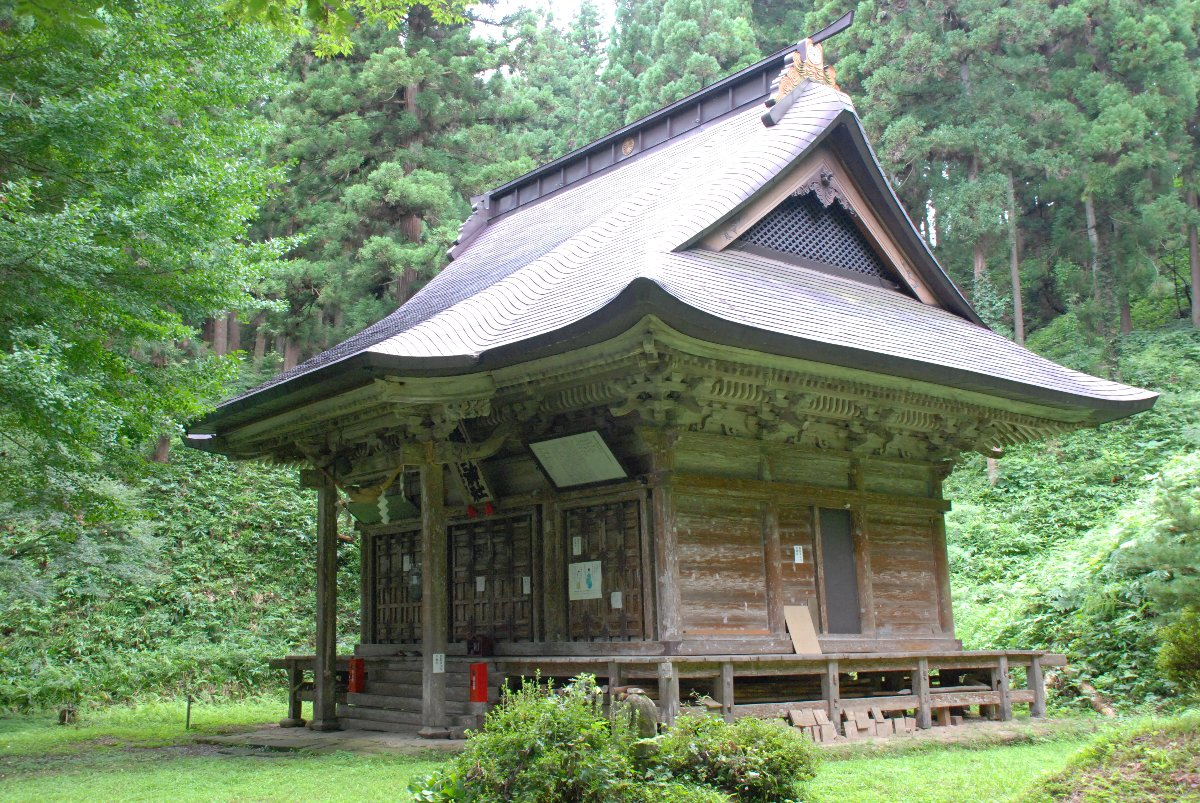
平塩熊野神社
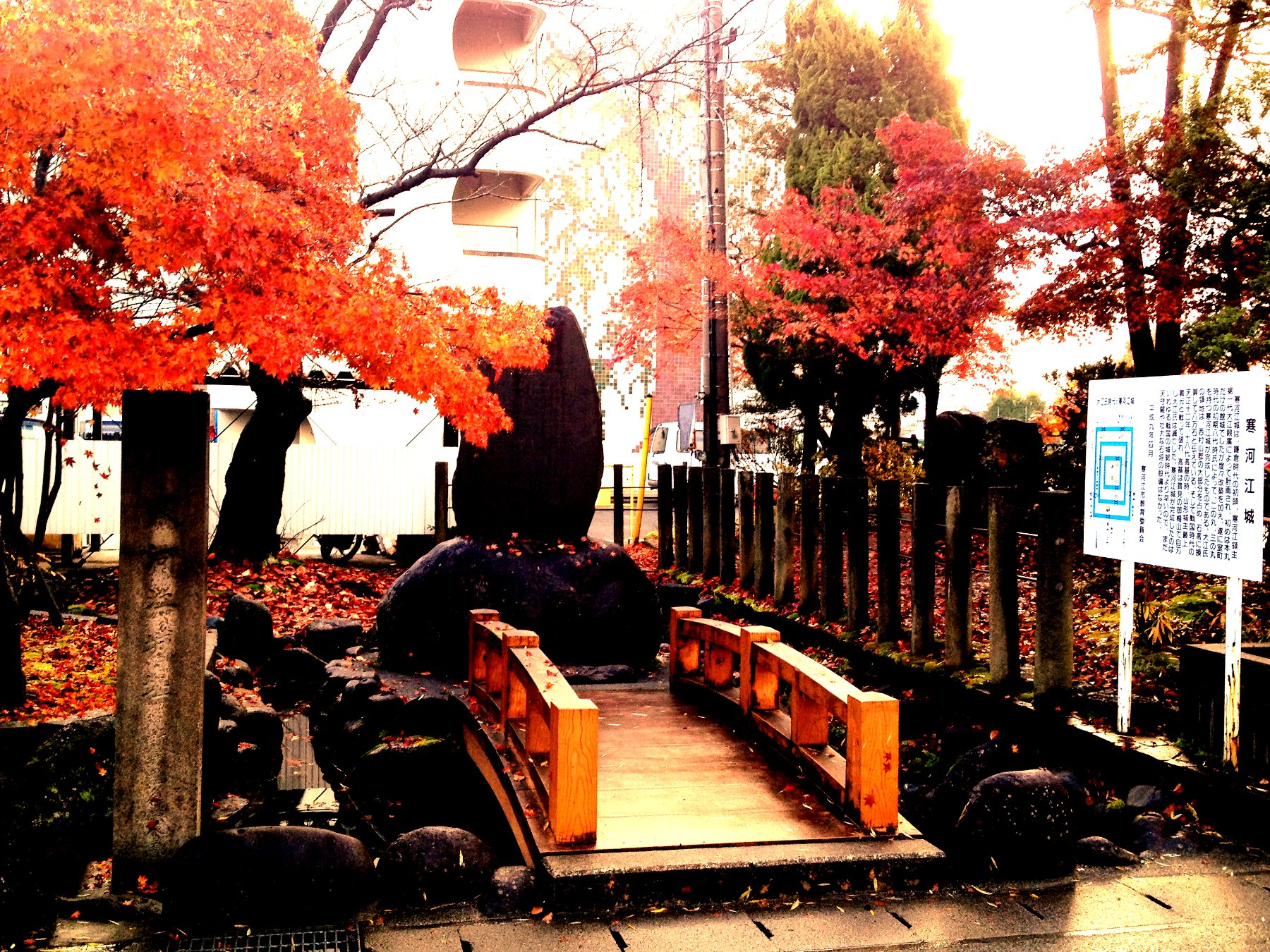
寒河江城址
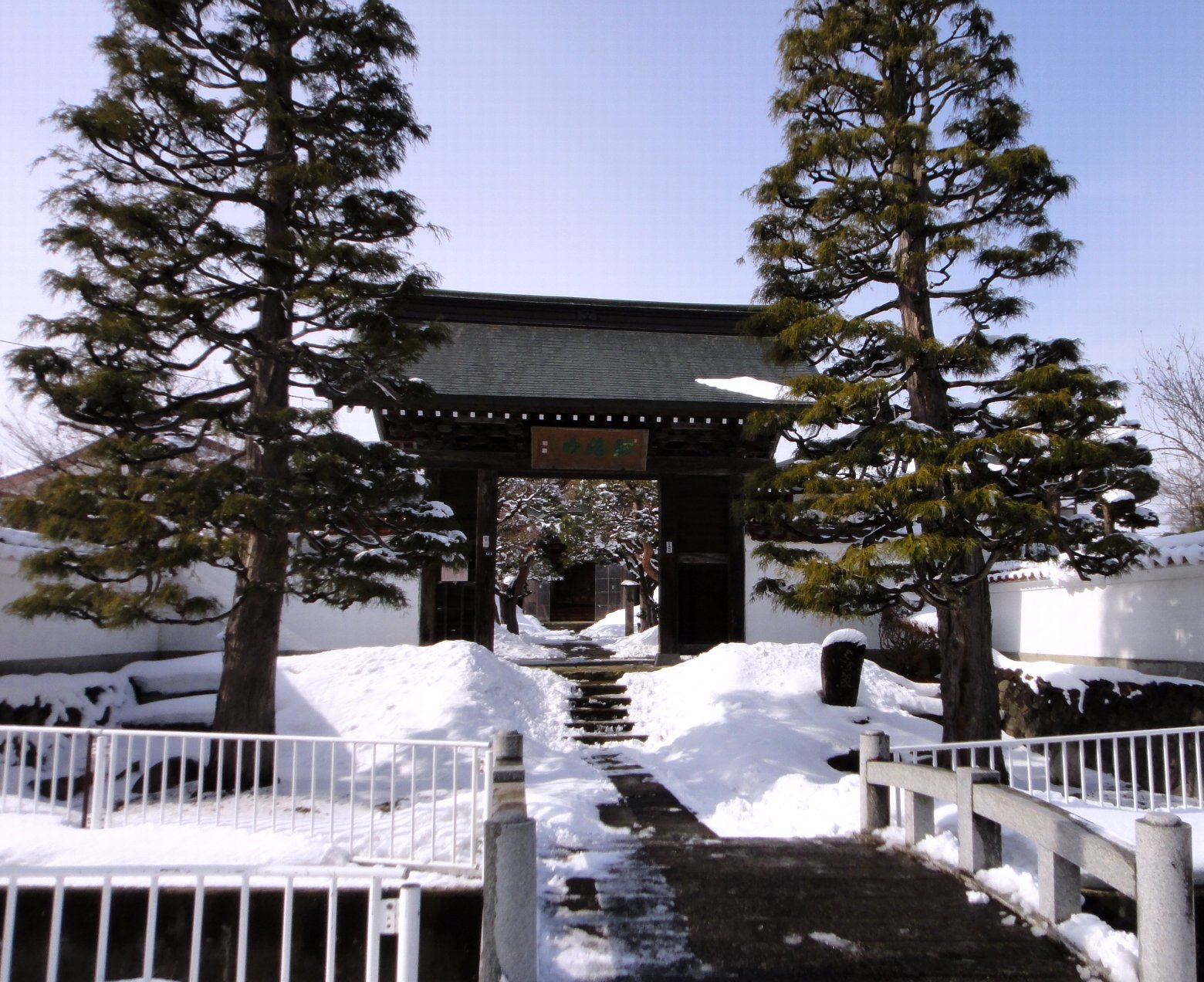
寒河江城辰巳門（澄江寺）
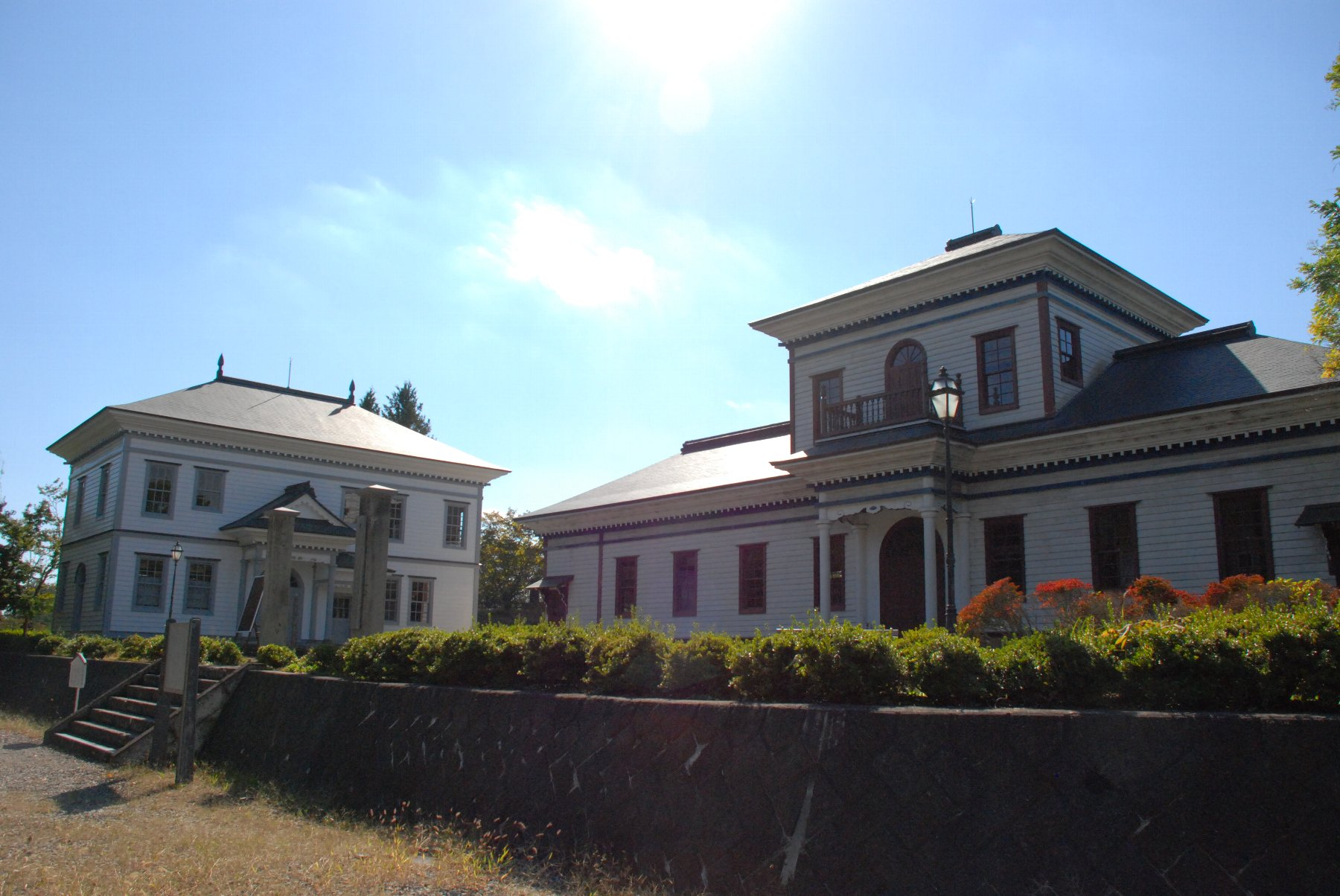
寒河江市郷土館（旧西村山郡役所）

### 文化財
慈恩寺（国の史跡）
以下の重要文化財（国指定）を有する。括弧内は重要文化財指定日。
- 本山慈恩寺本堂（1908年（明治41年）4月23日指定）
- 木造弥勒菩薩及び諸尊像 5躯（1989年（平成元年）6月12日指定）
- 木造十二神将立像 8躯（附 木造十二神将立像4躯）（1990年（平成2年）6月29日指定）
- 木造薬師如来及両脇侍像（1995年（平成7年）6月15日指定）
- 木造釈迦如来及び諸尊像 10躯（2018年（平成30年）10月31日指定）[注釈 7]
- 木造聖徳太子立像（2018年（平成30年）10月31日指定）

境内および周辺は「慈恩寺旧境内」の名称で国の史跡に指定されている（平成26年10月6日指定）。面積446,424.25平方メートル。本堂を中心とする「本堂境内地」・「院坊屋敷地」・後背の「中世城館群」と、西の結界「八面大荒神（はちめんだいこうじん）」、および「慈恩寺修験行場跡（山業）」からなる。
林家舞楽（慈恩寺舞楽）
（国の重要無形民俗文化財、1981年（昭和56年）1月21日指定）
種蒔ザクラ（山形県指定天然記念物）
樹齢700年余のエドヒガンザクラ。根回り4.8m。
寒河江市役所庁舎
登録有形文化財
佐藤繊維旧紡績工場東棟・西棟
登録有形文化財

### 観光地

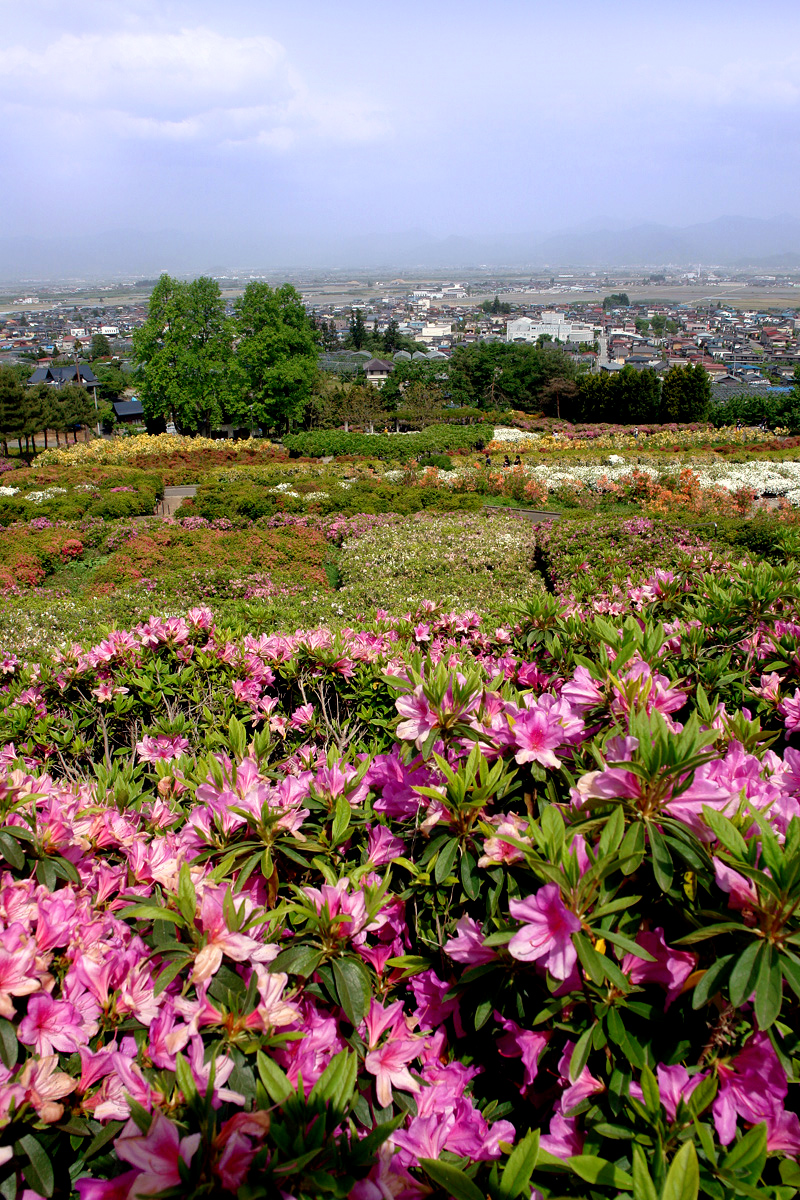
長岡山躑躅園（寒河江公園）

- チェリーランド（道の駅寒河江）

寒河江周辺の名産品の販売、食事、さくらんぼ狩りの案内、トルコ物産の販売のほかイベントも開催される。寒河江十景の4。
- 最上川ふるさと総合公園（チェリークア・パーク）

パークゴルフ場、スケートパークやドッグランを併設する公園。各種イベントも開催される。寒河江十景の2。
- 寒河江温泉

寒河江駅周辺に9軒のホテルおよび旅館・足湯が存在する。最上川ふるさと総合公園（チェリークア・パーク）周辺にホテルおよび日帰り入浴施設、市民浴場・足湯が存在する。
- 寒河江公園

寒河江十景の1。市街地中央の長岡山一帯にある公園。東北最大級のつつじ園・市営野球場・陸上競技場・寒河江市郷土館・さくらの丘がある。「花咲か山」としての再整備計画がある。美しい日本の歩きたくなるみち500選『寒河江眺望・長岡山へのみち』。
- 二の堰親水公園

寒河江十景の5。
- 葉山

寒河江市側からは3本の登山コースがあり、ブナ林や高山植物・野生動物を楽しむことができる。
- 学びの里TASSO

平成25年（2013年）に閉校した田代小学校を体験交流型の宿泊施設として生まれ変わらせ、コミュニティビジネスの拠点とした。平成30年（2018年）4月グランドオープン。
- 観光さくらんぼ園（5月下旬～7月中旬）
- 観光いちご園（1月～6月上旬）
- ブルーベリー狩り（7月中旬～8月中旬）
- もも狩り（8月上旬～中旬）
- 大粒ぶどう狩り（8月中旬～10月中旬）
- ラ・フランス狩り（10月上旬～下旬）
- りんご狩り（11月上旬～11月下旬）
- 寒河江十景

美しい景観を保全するとともに優れた景観を形成していくことを目的として平成14年（2002年）に景勝地を選定したもの。
1. 長岡山一帯、2. チェリークアパークからの大パノラマ、3. 東内楯から君田町、十二小路にかけての通り、4. フラワーロードとチェリーランド、5. 二の堰親水公園と三色の花の里、6. 寒河江川橋からの眺め、7. 最上川堤防からの眺め（島地区）、8. 平塩熊野神社と参道、9. 本山慈恩寺と山王台公園からの眺め、10. 寒河江川と臥龍橋（陣ヶ峰からの眺め）

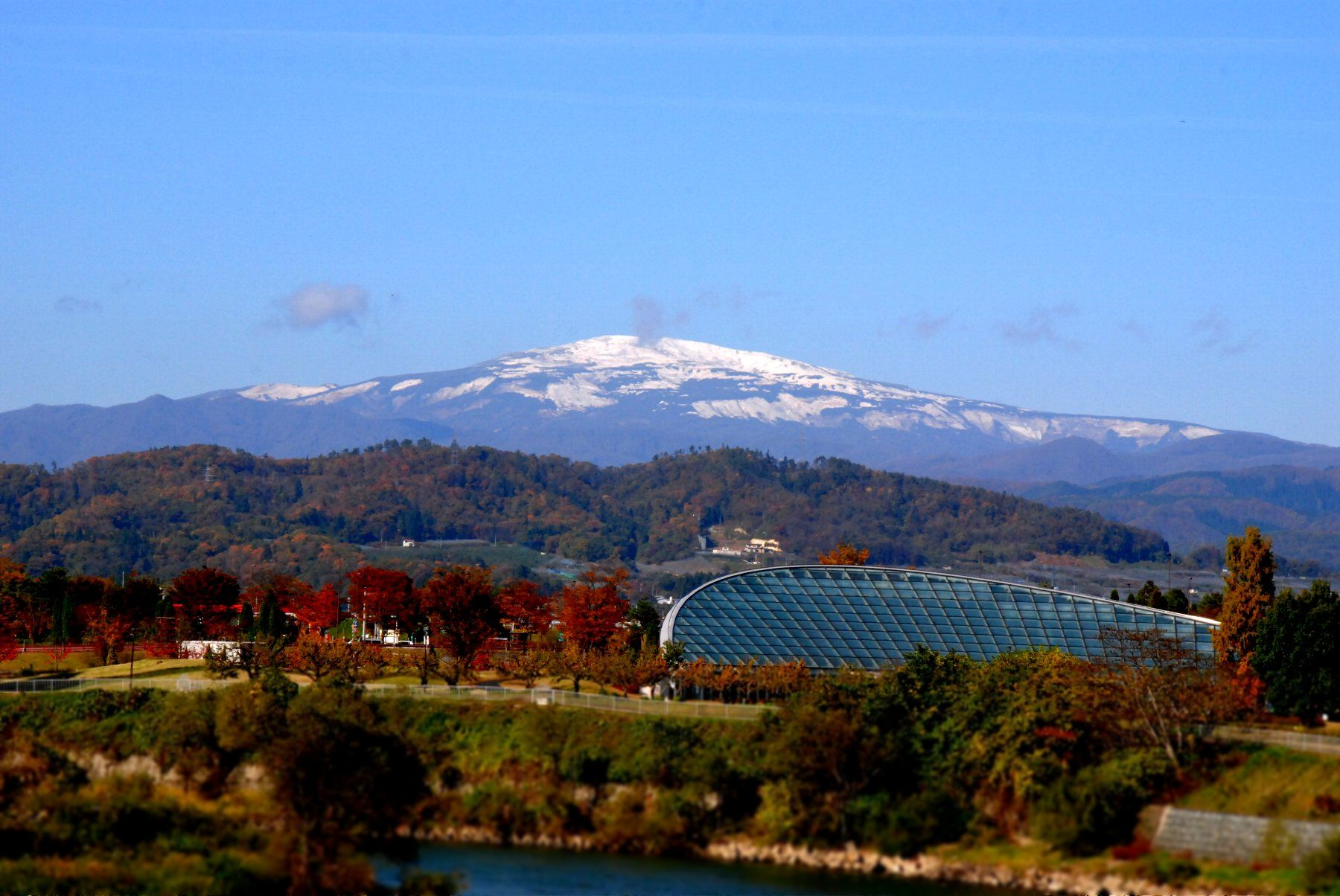
寒河江十景の2、最上川ふるさと総合公園
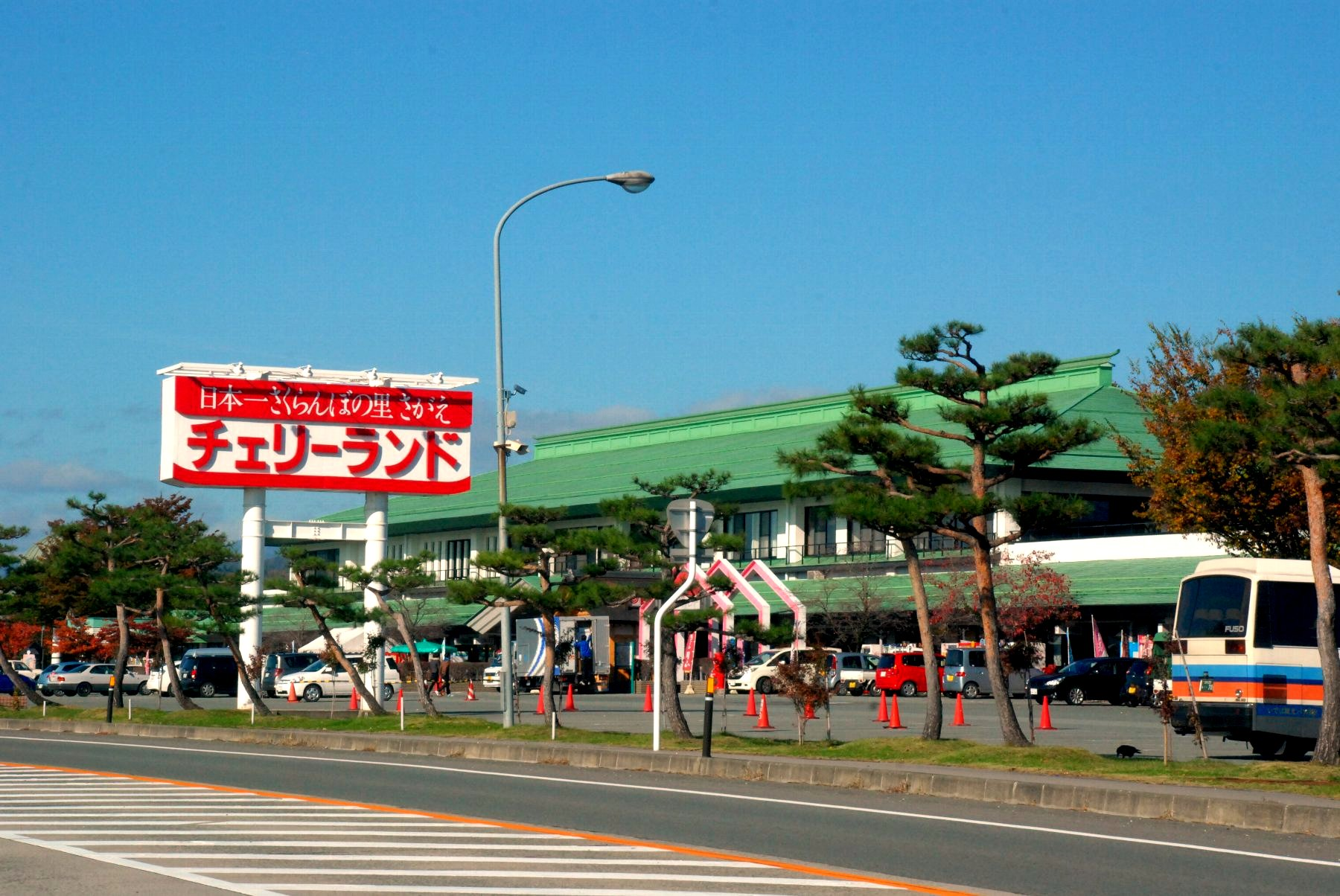
寒河江十景の4、チェリーランド
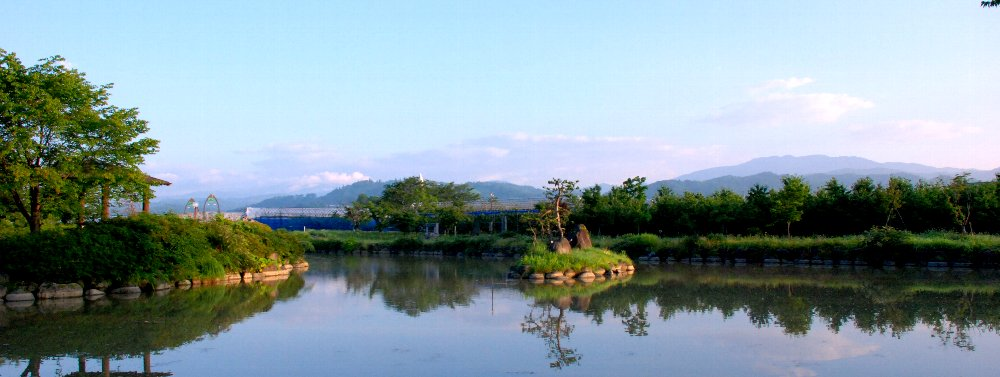
寒河江十景の5、二の堰親水公園
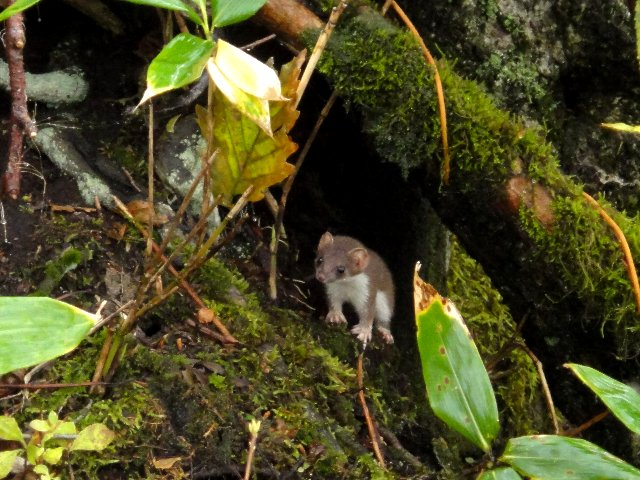
オコジョ（葉山）
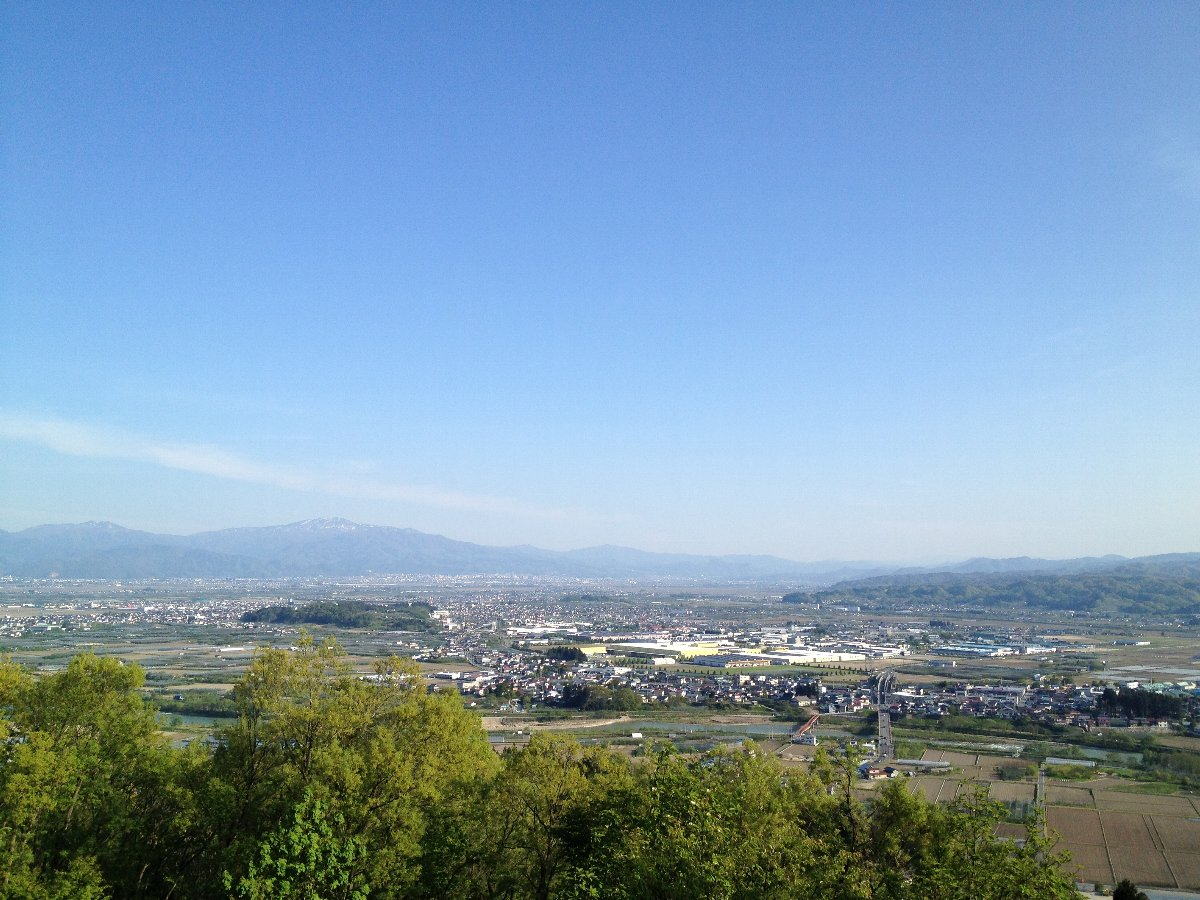
寒河江十景の9、山王台公園からの眺め

### 祭り・行事

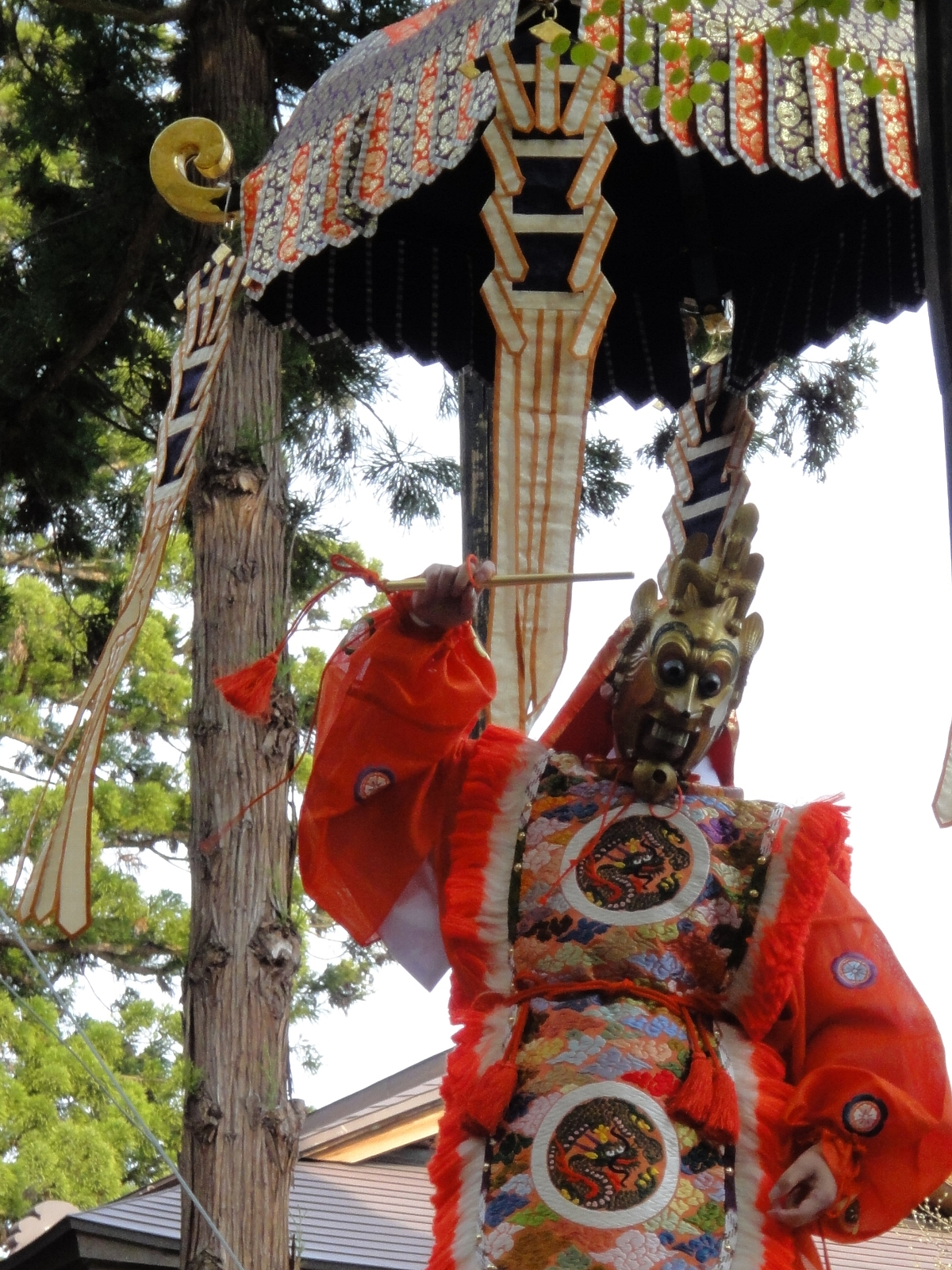
慈恩寺舞楽 陵王(2013)

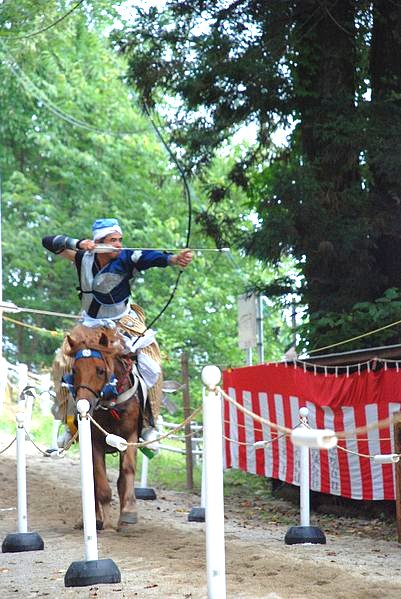
古式流鏑馬(2013)

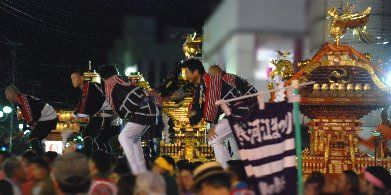
神輿の祭典(2014)

- 修正会（しゅしょうえ）

1月1日に慈恩寺で行われる加持祈祷。（1月1日　10：00～）
- 初市・旧の初市（だんご木市）

小正月を迎えるための品々を取り扱ったのが始まりだという。本町駐車場。（1月13日　9：00～16：00）
- やまがた雪フェスティバル

最上川ふるさと総合公園。雪祭り実行委員会（山形県庁観光交流課内）
- チェリーランド冬まつり　寒鱈まつり

1月下旬にチェリーランド（道の駅寒河江）で行われ、本場庄内の寒鱈汁を味わえるほか、物品販売・イベントも行う。（1月下旬～2月上旬）
- 寒河江雛まつり

2月～4月にかけて、料亭 慈恩寺陣屋、古澤酒造資料館、寒河江八幡宮参集殿で行われる。
- 御塞神祭（おさいじんさい）

旧暦1月15日に平塩熊野神社で行われる除災招福の伝統行事。松の木で男根を型どった御神体を彫り、入魂後塞の神に(神社参道の東はずれにある石)供え、集まった人々に撒かれる。拾った人には福が訪れると伝えられ、激しく奪い合う姿は圧巻。 （御神体争奪20：30～）
- 病送り（やんまいおくり）

3月第2日曜日に行われる幸生地区に伝わる伝統行事。無病息災の願を込め、のぼりを先頭に団子木や鬼の絵を持ち、太鼓、笛の音にあわせ村を練り歩き疫病神を川に流す。（10：00出発）
- 平塩舞楽（ひらしおぶがく）

4月3日に平塩熊野神社で行われる舞楽。十番の舞が披露される。（※太平楽は旧暦閏年のみ上演）（4月3日　13：30～、前日祭4月2日　13：00～）
- 桜まつり

4月中旬～下旬。寒河江公園の桜をライトアップ（18～21時）。
- 一切経会（いっさいきょうえ）

5月5日に慈恩寺で行われる。林家が慈恩寺舞楽八番の舞を披露する。（5月5日　13：30～）
- つつじまつり

5月上旬～下旬が見ごろ。東北最大規模のつつじ園（寒河江公園）をライトアップ。
- ノスタルジックカー・ミーティング in さがえ

6月。2013年から寒河江駅前に場所を移して開催。
- さくらんぼ祭り（さくらんぼの祭典）

6月上旬～7月上旬。さくらんぼシーズンに開催される寒河江市の一大イベント。・「観光さくらんぼ園開園式」・「さくらんぼマラソン大会」・「全国さくらんぼの種吹きとばし大会」・「ツール・ド・さくらんぼ」などが行われる。
- さがえちぇり～マルシェ

寒河江駅前みこし公園で地元などの様々な物産の販売をしイベントを行う（10：00～14：00）。また、地ビールなどを販売するビアフェスタを開催する（16：00～20：00）。
- ゆめタネ＠さがえ

6月～7月チェリークア・パーク（最上川ふるさと総合公園周辺）で開催。遊びと食、憩いの空間を提供し、様々なイベントを行う。
- 最上川フェスタ

7月中旬。各種親水イベントが行われる。
- さくらんぼの大品評会展示即売会

さくらんぼ農家の選りすぐりのさくらんぼの秀作を競う。一般の方はさくらんぼの購入もできる。
- 柴燈護摩会（さいとうごまえ）

9月第2日曜日に慈恩寺で行われる。山中の峰にある積弊炉には、うず高く柴が積まれ、山伏姿の一山衆徒が本堂前より法螺貝の音を合図に山に登り、炎々と燃えさかる焔の中に諸康成就、煩悩滅除を祈念する。（午前10：00～）
- 寒河江八幡宮例大祭

9月14日～15日に古式流鏑馬や神楽などが行われる。（14：30～　前日祭、16：00～　古式流鏑馬、14：00～　太々神楽（だいだいかぐら）奉奏、16：00～　古式・作試し流鏑馬）
- ふるさと芸能まつり

小・中学校音楽隊や小学校太鼓の演奏、田植踊や大黒舞等の伝統芸能を披露する。
- 神輿の祭典

9月第3日曜日。寒河江八幡宮例大祭に合わせて十数基の神輿と数千人の担ぎ手が渡御を披露する。
- 日和田弥重郎花笠田植踊（ひわだやじゅうろう　はながさたうえおどり）

日和田八幡神社（寒河江市日和田）で行われる田植踊り。県指定無形民俗文化財。
- コスモス花の里祭

　秋。美しく咲き乱れるコスモスの花を観賞できる。
- さがえ秋のうまいもの市

10月中旬にチェリーランド（道の駅寒河江）で行われる。味覚の秋に、寒河江市の特産品を味わう「食」をテーマとして開催。
- 慈恩寺大晦日花火大会『雪月華』

12月31日（強風の場合は1月1日～3日に順延）。花火を打ち上げ、山門前の仁王堂坂を絵灯篭でライトアップする。醍醐地区慈恩寺花火大会実行委員会。（23：40～）

## 寒河江市を舞台とした作品

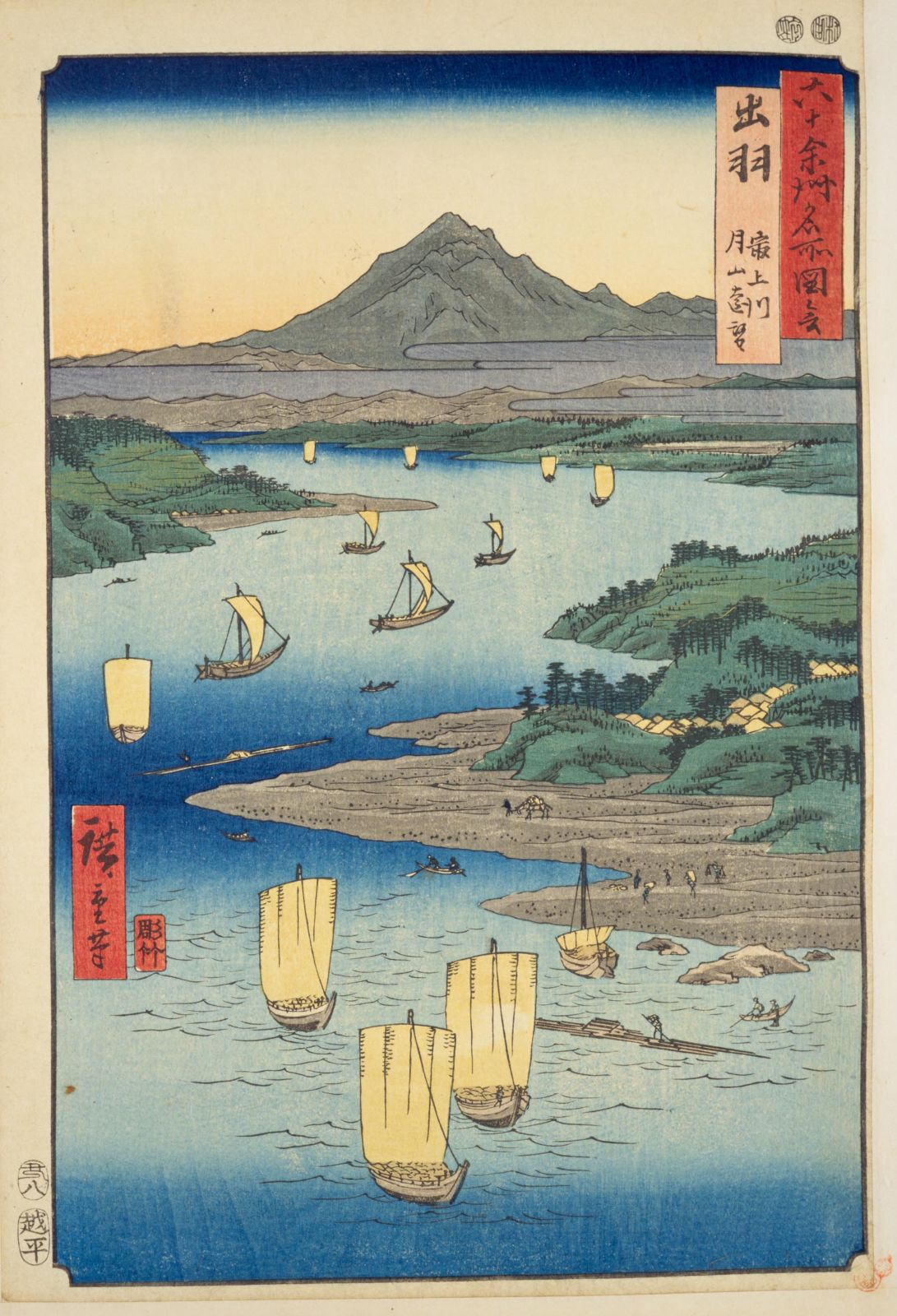
歌川広重『最上川月山遠望』
国立国会図書館蔵

### 小説
- 好色一代男（井原西鶴）1682年（天和2年） - 「夢の太刀風」
- 山形（志賀直哉）1926年（大正15年）- 白岩の古刹洞興寺が舞台。
- 寒河江伝説（半村良）1996年
- 今昔続百鬼――雲（京極夏彦）2001年 - 「古庫裏婆」

### 版画
- 六十余州名所図会（歌川広重）1854年（安政元年）から1856年（安政3年） - 「最上川 月山遠望」

### 映画
- 今どきの嫁（1956年） - 主演飯田蝶子・岸旗江。
- 男はつらいよ 葛飾立志篇（1976年） - シリーズ第16作。慈恩寺でロケが行われた。
- 櫻の園（2008年） - 寒河江公園周辺でロケが行われた。
- 小川の辺（2011年） - 慈恩寺でロケが行われた。[34]

### ドラマ
- 女系家族（2005年） - 陣ヶ峯・箕輪周辺でロケが行われた。
- 農家の嫁は弁護士!神谷純子のふるさと事件簿
- 2030かなたの家族 - さくらの丘でロケが行われた。

## 近隣市町村等との連携
みちのく名峰巡り山形のやま旅
西村山地域の月山、朝日岳、葉山をクローズアップした登山＋観光のホームページ。
山形デスティネーションキャンペーン2014
イメージキャラクターチェリンが「おもてなしプラン」認定100号となった。
山形どまんなか探訪　湯っくり湯めぐりスタンプラリー
西村山地域（西村山郡および寒河江市）内の日帰り入浴施設7か所で入浴し、抽選で西村山特産品などが当たるというもの。事務局：寒河江市さくらんぼ観光課。
最上川活用地域活性化推進協議会
寒河江市・中山町・大江町で組織され、7月に最上川を利用したイベントを企画。ゴムボート川下りやカヌーフェスタなど。
ツール・ド・さくらんぼ
共催：寒河江青年会議所・寒河江市、後援：西川町・大江町・朝日町・河北町。6月に寒河江市および西村山郡において行われるサイクリングイベント。
1市4町首長・JAさがえ西村山さくらんぼトップセールス
西村山地域（西村山郡および寒河江市）の首長が首都圏でさくらんぼのトップセールスを行う。
葉山開発協議会
六十里越街道でつながる広域連携・交流促進プロジェクト

## 著名な出身者
- 小錦八十吉 (1887年生)：力士。最高位は小結。本名後藤鶴松。
- 安孫子真哉：ミュージシャン、銀杏BOYZのベース
- 鬼海弘雄：写真家
- 川越こず恵：フリーアナウンサー
- 佐藤貴志：ミュージシャン、サザーランドのドラム
- 鈴木淳史：クラシック音楽評論家
- 佐藤唯：アイドル（方言アイドル）
- 安孫子藤吉：元山形県知事、元自由民主党参議院議員
- 鈴木貞敏：元警察庁長官、元自由民主党参議院議員
- 中村晃：作家
- 黒田喜夫：詩人
- 片桐千晶：フリーアナウンサー
- 軽部慈恩：考古学者

スポーツ
- 堀内大輔 - サッカー選手

## 名誉市民
- 安孫子藤吉

昭和57年（1982年）3月顕彰。食糧庁長官退任後18年間にわたり山形県知事を務め、その後参議院に進んで自治大臣及び国家公安委員長に就任し、国政及び地方自治の発展に尽力したことによる。二の堰親水公園の石碑には「農聖　安孫子藤吉」と刻まれている。
- 阿部酉喜夫

平成3年（1991年）12月顕彰。寒河江市教育委員長を務め、その後市史編纂委員長及び文化財保護委員長として郷土史資料の集大成、特に慈恩寺仏像群の歴史的価値の解明に尽力したことによる。
- 芳賀幸四郎

平成3年（1991年）12月顕彰。文学博士。茶道及び禅文化の研究の第一人者として、数多くの研究論文や著作等によりその道の権威として世界的に活躍したことによる。
- 佐藤誠六

平成21年（2009年）11月顕彰。昭和60年（1985年）から6期24年間にわたり市長として職務に精励し、寒河江市の発展に寄与したことによる。